# Fort Boyard (monument)
Cet article concerne le monument. Pour le jeu télévisé, voir Fort Boyard (jeu télévisé). Pour les autres significations, voir Fort Boyard.
Le fort Boyard (prononciation : /bwajaʁ/  — plus rarement : /bɔjaʁ/ ) est une fortification située sur un haut-fond formé d'un banc de sable appelé la « Longe de Boyard ». L’île artificielle se découvre à marée basse et est situé entre l'île d'Aix au nord-est, l'île d'Oléron au sud-ouest, avec l'île Madame au sud-est et l'île de Ré au nord-ouest, appartenant à l'archipel charentais. La Longe de Boyard est rattachée au cadastre de la commune de l'Île-d'Aix, dans le département de la Charente-Maritime.
Si la construction d'un dispositif défensif sur la « Longe de Boyard » est envisagée dès le XVIIe siècle, le projet n'est concrétisé que dans le courant du XIXe siècle. Édifié afin de protéger la rade, l'embouchure de la Charente, le port et surtout le grand arsenal de Rochefort des assauts de la Marine anglaise, il est transformé en prison quelques années à peine après son achèvement. Surnommé « fort de l'inutile » par la population locale lors de sa longue période d'abandon,,, l'édifice est dorénavant essentiellement connu dans le monde entier grâce au jeu télévisé du même nom, tourné sur place depuis 1990.
Le fort Boyard fait partie intégrante de l'Arsenal maritime de Rochefort qui s'étend tout au long de l'estuaire de la Charente. Depuis 1989, il appartient au département de la Charente-Maritime.
Il fait l’objet d’une inscription au titre des monuments historiques depuis le 1er février 1950.

## Étymologie

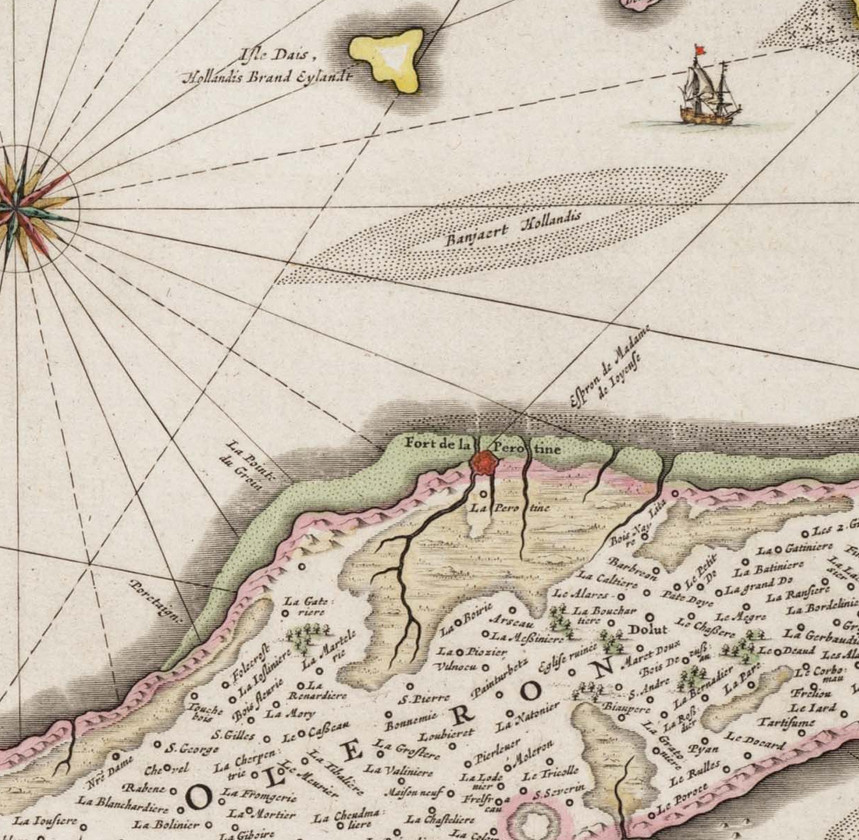
Banjaert Hollandis entre l'île d'Aix et l'île d'Oléron.

Le fort est construit sur un banc de sable nommé « longe de Boyard », situé à l'origine à - 4,50 m de profondeur sous les plus basses eaux, qui a donné son nom au fort. Dans un premier temps, la désignation sur des cartes hollandaises du XVIIe siècle de ce banc de sable sous l'appellation Banjaert Hollandis a laissé penser à une origine néerlandaise de ce nom. Ce terme, prononcé banyard, aurait pu se transformer pour devenir le Boyard connu aujourd'hui. 
Cette origine a été réfutée par des études ultérieures qui ont conclu que l'emprunt s'est certainement fait dans l'autre sens et que l'appellation originale viendrait du nom commun "boyart" qui désigne une partie de charpente dans une écluse de salines. La saunerie, étant une activité historiquement installée dans la proche île d'Oléron, permettrait d'expliquer cette étymologie.

## Présentation
De forme oblongue, le fort est situé à 2 900 m de l'île d'Aix et à 2 400 m de l'île d'Oléron. Il mesure 68 mètres de long dans l'axe sur 31 mètres de large, pour une superficie au sol de 2 065 m2 et totale de 2 689 m2. La cour intérieure mesure 43 m de long dans l'axe, 12 m de large et sa surface est de 565 m2. Les murs d'enceinte culminent à 20 mètres depuis les fondations. Il est visible depuis Fouras, depuis l'île d'Oléron, depuis le pont qui relie le sud de l'île au continent, depuis le phare de Chassiron par beau temps, à l'extrême nord de l'île ainsi que d'une bonne partie de la côte est de celle-ci, notamment depuis Boyardville, mais aussi depuis la ville de La Rochelle et bien sûr de la côte ouest de l'île d'Aix, où de nombreux touristes et enfants viennent en été voir le fort de plus près.
De 1995 à 2002, dans le cadre d'animations organisées par des groupements de communes et le conseil général, appelé les « Sites en Scènes », un feu d'artifice y était tiré à la nuit tombante du haut de son couronnement supérieur, le 14 juillet, visible depuis toutes les plages des alentours. Ce feu d'artifice contenait des milliers de fusées et durait, en moyenne, une trentaine de minutes avec, en simultané, la 1re version (1989) du générique de l'émission (composé par Paul Koulak), diffusée en boucle sur une radio locale.

## Historique

### Premier projet

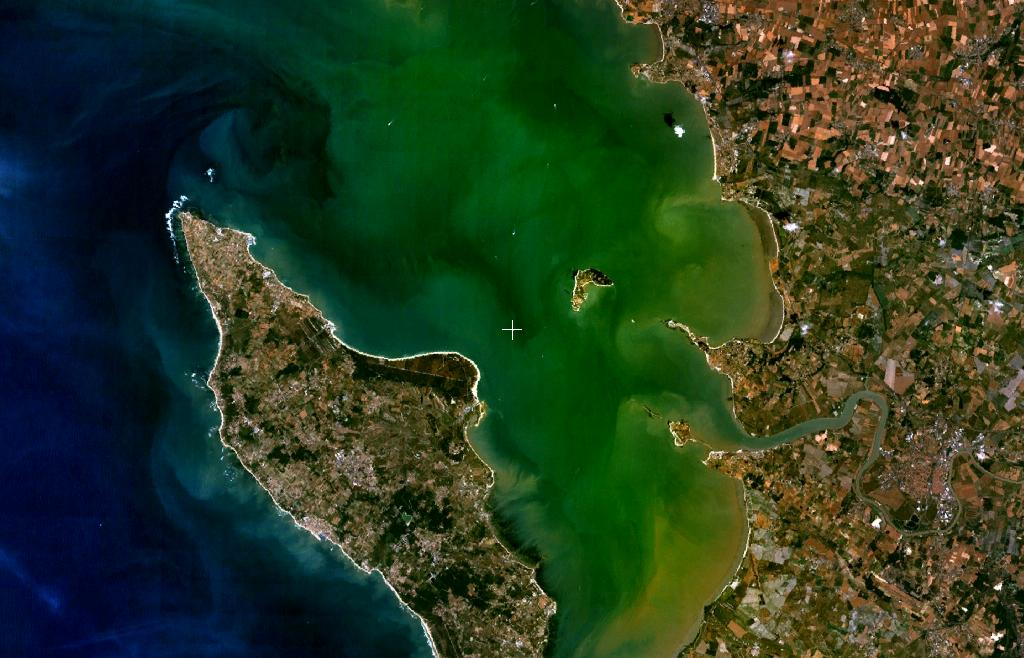
Photo satellite de la NASA centrée sur l'emplacement du fort et de l'île d'Aix en haut

Le fort fut construit afin de protéger l'arsenal de Rochefort, l'un des plus prestigieux du pays. La raison exacte de la construction de ce fort, en sus des batteries de canons disponibles sur les côtes des différentes îles, est que la portée des canons de l'époque (1 500 m environ) était trop faible au regard des 5,3 km séparant Aix et Oléron, et qu'il restait donc une zone hors d'atteinte entre les deux îles.
Dès la fin de la construction de l'arsenal (1666), la nécessité d'une protection est évoquée : on envisage la longe de Boyard comme base pour la construction, mais après les différents relevés, Vauban présentant le projet explique à Louis XIV, en ironisant : « Sire, il serait plus facile de saisir la Lune avec les dents que de tenter en cet endroit pareille besogne. »
Ce premier projet en restera donc là.

### Résurgence du projet et premiers travaux des assises du fort (1801-1809)

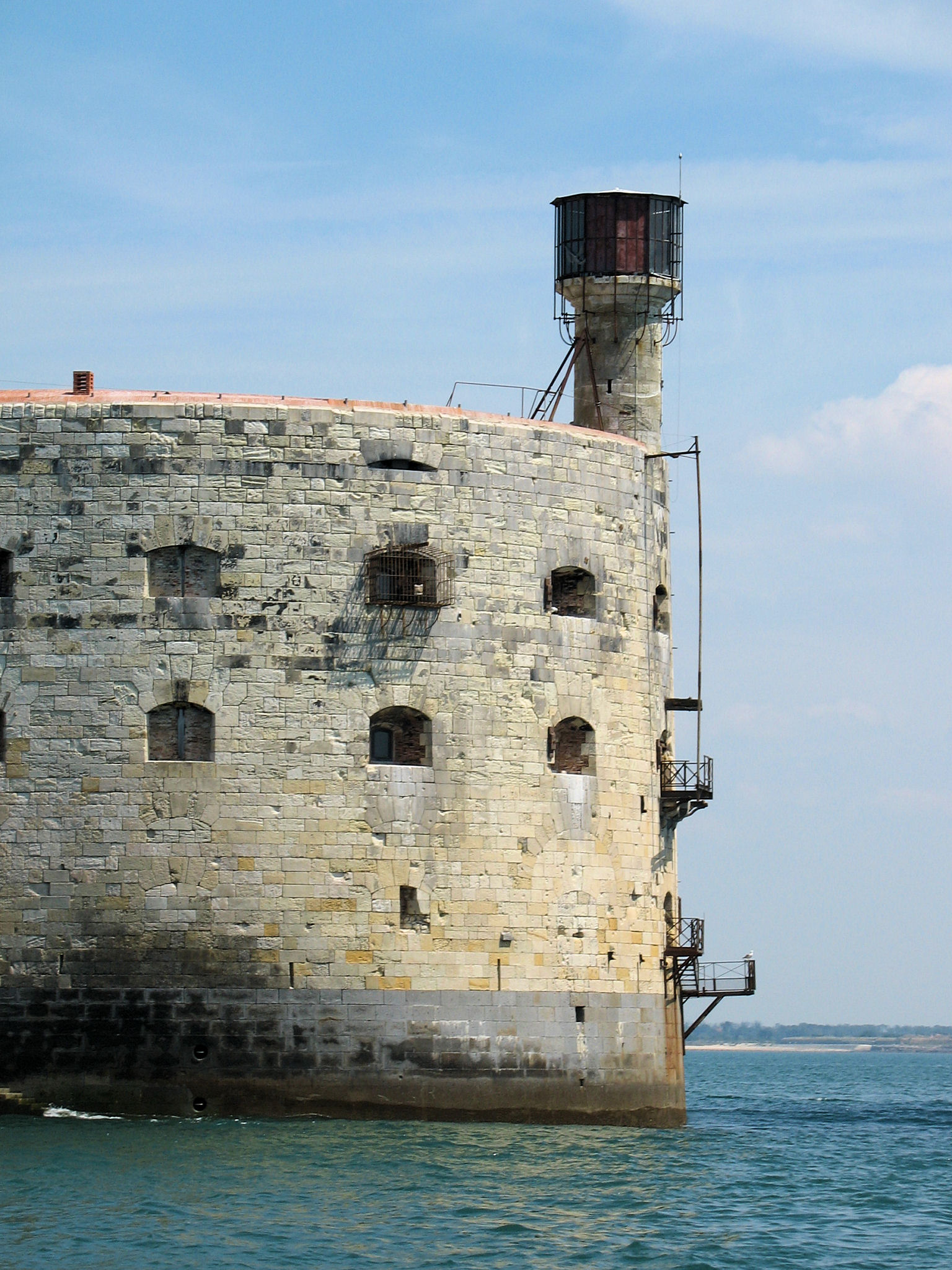
La face Sud-Est en partie et la tour de vigie.

Il faut ensuite attendre le tout début du XIXe siècle pour que la question redevienne d'actualité.
En 1801, profitant d'une courte trêve dans la guerre qui oppose la France au Royaume-Uni depuis neuf ans déjà, Bonaparte, 1er consul, examine et approuve un nouveau projet qui ambitionne l'édification d'un fort de 80 mètres sur 40.
Ce fort s'appuie sur les principes de la « fortification perpendiculaire » théorisée par Montalembert, dont il est un des rares représentants. À l'inverse de la fortification bastionnée, ce fort est en effet conçu pour opposer frontalement à l'ennemi des canons puissants disposés en casemates pratiquées dans l'épaisseur des murs percés de 74 embrasures.
Les travaux commencent dès 1803, avec la construction d'un camp de base sur l'île d'Oléron, ateliers, zones de stockage des matériaux, etc. : le futur village de Boyardville.
Quant aux travaux en mer à proprement parler, ils commencent en 1804 : le 11 mai, on pose un premier bloc de rocher de 7 m3 surmonté d'une balise en fer et entouré de blocs rocheux pour l'assise des fondations, prélevés à l'explosif sur l'île d'Aix, à la pointe de « Coudepont », côté Nord/Est, et transportés sur le chantier par gabarres. Les travaux se poursuivent dans les mois qui suivent, mais sont alors ralentis dans leur progression par la modestie des moyens mis en œuvre : les ouvriers et les navires manquent et ils sont si lourdement chargés que l'un d'eux coule lors d'un transport, avec six hommes à bord. Quant à la protection du chantier, elle n'est assurée que par un seul navire de guerre, le brick « Polaski », ce qui impose de tout arrêter en septembre 1804, lorsqu'une escadre anglaise pointe le nez dans le Pertuis d'Antioche. L'hiver venu, malgré cela, près de 11 000 m3 de roches ont été déversées sur le site.
Les moyens vont être renforcés l'année suivante et à la fin de celle-ci, 26 000 m3 d'enrochements seront déjà en place. On construit un premier mur de couronnement afin d'en tester la résistance aux vagues ; mais le test se révèle négatif, les tempêtes de l'hiver 1805/1806 renversent ou déplacent les blocs d'un poids insuffisant.
Encore 16 000 m3 de rochers apportés en 1806, la plate-forme est désormais visible à marée basse et on construit une première assise avec des blocs de 3 m3, malheureusement emportés par les tempêtes de l'hiver 1806/1807.
La logistique est renforcée une nouvelle fois, en 1807 : on est alors à 27 navires (186 membres d'équipage) et, au moins, 600 ouvriers. Pour l'assise dont la construction est une deuxième fois recommencée, les blocs s'étant enfoncés dans le sable, on emploie cette fois des blocs de 10 m3, des joints à la chaux hydraulique et de « forts crampons de fer » sur le pourtour de l'ouvrage . Mais, la masse de rochers est alors si lourde (60 000 m3) qu'elle s'enfonce de nouveau de plus d'un mètre sous son propre poids, augmentant ainsi le volume total d'enrochements nécessaire. Et, de nouveau, les tempêtes de l'hiver 1807/1808 infligent de nouveaux dégâts à l'assise. En plus, les salaires des ouvriers n'arrivant plus sur le chantier, les coûts estimés sont largement dépassés et les crédits suspendus, des ouvriers se mutinent.
Napoléon, venu sur place en août 1808, révise le projet à la baisse — le projet est réduit à une dimension de 40 mètres par 20 — et les travaux reprennent en 1809. Le 1er avril, les marins d'une frégate anglaise qui approche le site, mitraillant les ouvriers, s'aperçoivent que le fort n'est pas défendu. S'ensuit alors la « bataille des brûlots », du 11 au 15, au Sud de l'île d'Aix et devant l'estuaire de La Charente (fleuve), conduisant à la suspension des travaux sur la longe de Boyard.

### Une nouvelle suspension (1809)

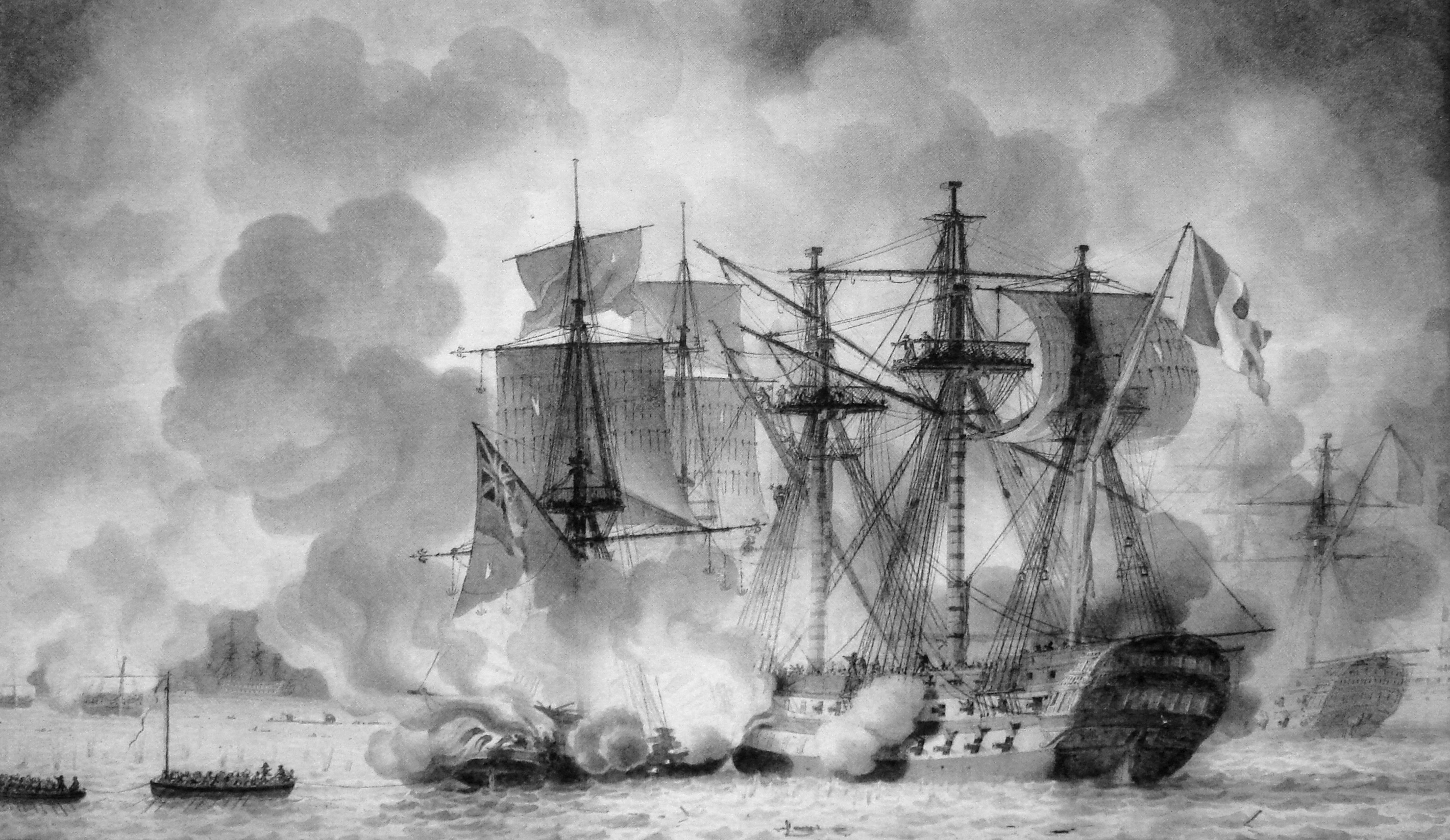
Peinture de Louis-Philippe Crépin représentant les vaisseaux français aux prises avec les brûlots ennemis, le 11 avril 1809 au soir.

La bataille de l'île d'Aix, appelée « Les brûlots de l'Ile d'Aix »[style à revoir] : débute en avril 1809, une escadre de onze vaisseaux de ligne français et quatre frégates est rassemblée en rade devant l'embouchure de la Charente, sous les ordres du vice-amiral Zacharie Allemand, en vue d'appareiller pour apporter des renforts aux Antilles, malgré le blocus maintenu par les Anglais. Les navires français sont mouillés à proximité de l'embouchure de la Charente, défendus par les forts de l'Île d'Aix et de Fouras et sont étroitement surveillés par une escadre anglaise sous les ordres de Lord Gambier, qui mouille un peu au nord, dans la rade des Basques. Le 11 avril au soir, profitant d'un vent et d'une marée favorable, les Anglais lancent vers les navires français une trentaine de brûlots. Certains viennent menacer dangereusement les vaisseaux français qui, précipitamment abandonnent leur site de mouillage et dans l'urgence se retrouvent drossés à la côte par le vent et la marée montante ; quatre vaisseaux et une frégate vont s'échouer, tandis que les autres navires vont perdre l'avantage de la protection des forts de la rade. Le lendemain, à l'aube, les Anglais en profitent pour venir canonner à petite distance les navires français immobilisés ou y mettre le feu. L'escadre française perd 4 vaisseaux et une frégate. Ainsi vont être ruinés les espoirs de renforts pour les colonies menacées aux Antilles. Et finalement, en juin 1809, la construction du fort Boyard, pour protéger et fermer la rade, est durablement suspendue.

### La construction du fort (1841-1857)

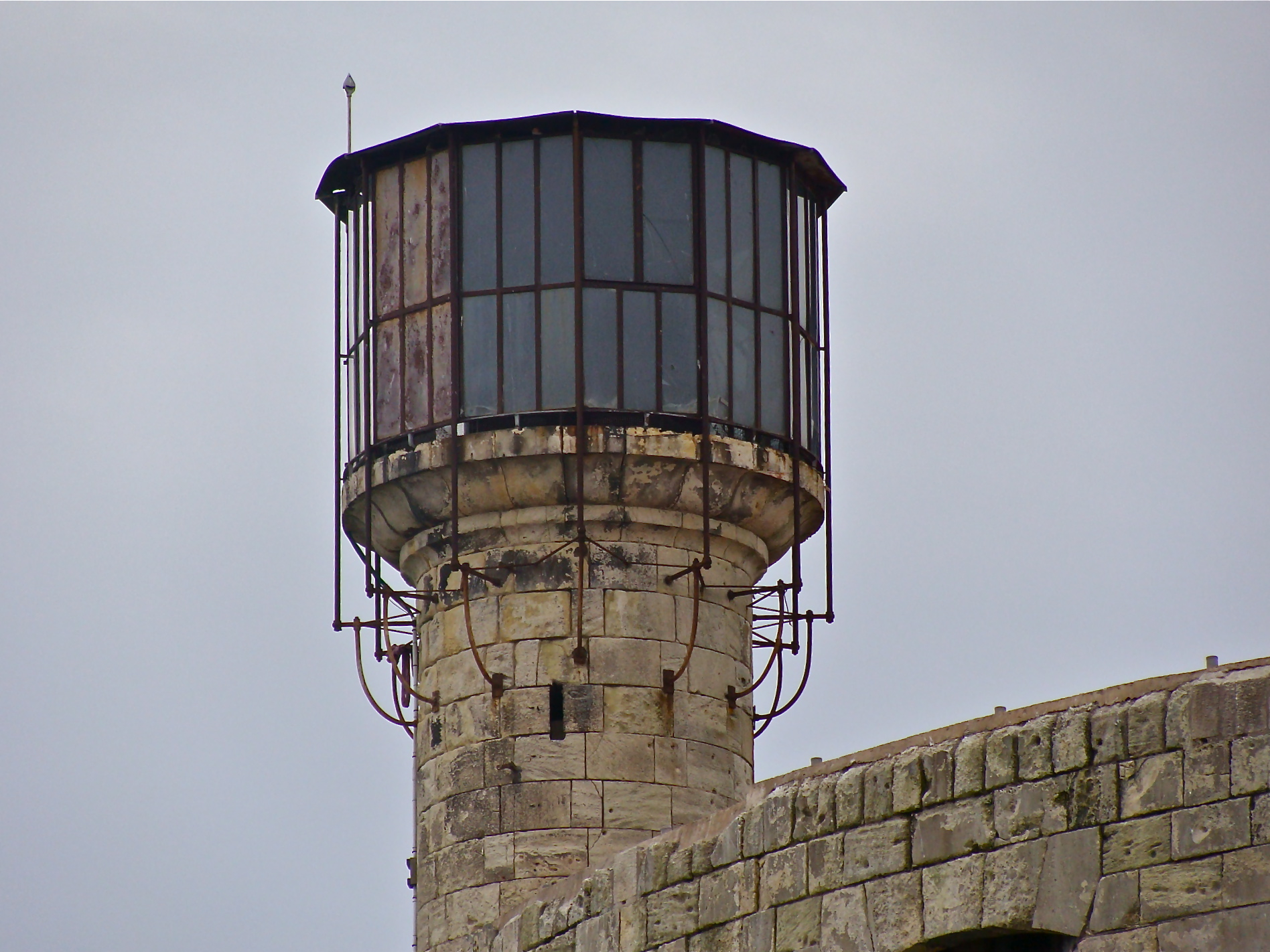
La tour de vigie, point culminant de la forteresse, restaurée en 1989

Il faut attendre le règne de Louis-Philippe et le regain des tensions entre Français et Britanniques pour que le projet reprenne : en 1841, celui-ci est redéfini à la baisse et de nouveaux crédits sont alloués.
Depuis 1809, l'enrochement mis en place à l'époque s'est de nouveau enfoncé d'un mètre environ par rapport au niveau de l'océan ; en revanche, le temps écoulé lui a permis de se stabiliser et la construction de l'édifice peut donc reprendre et être mené sur des bases saines.
Une nouvelle méthode est mise en œuvre pour la construction des assises : ce ne sont plus des rochers qui sont coulés, mais des caissons de chaux, préfabriqués dans le camp de base de l'Île d'Oléron et transportés par gabares pour être mis en place à marée basse avec une grue à vapeur montée sur ponton amenée sur le chantier. Les équipes se relaient jour et nuit quand le temps le permet pour accélérer le travail et rattraper le temps perdu. Finalement, en 1848, la construction du socle s'achève, s’élevant à deux mètres au-dessus du niveau de l'océan à marée haute. La construction du fort à proprement parler commence alors en 1849, le génie militaire prenant la relève des entreprises ayant construit l'assise, et ces travaux prendront une dizaine d'années. Le parement des assises des murs extérieurs, de couleur noire et immergé à marée haute, est constitué de blocs de granite du Cotentin. L'ossature du fort située au-dessus est constituée de blocs de pierre taillée d'un calcaire ni gélif et ni érosif, provenant des carrières de Crazannes et transporté sur la Charente et acheminés jusqu'au chantier par bateau.
- 1852 : la construction du rez-de-chaussée s'achève (cote niveau + 3,50 m) : citernes, magasins à poudre et à vivres, cuisines[6] ;
- 1854 : fin de la construction du premier étage (cote niveau + 8,80 m) : logements d'officiers et employés, etc.[6] ;
- 1857 : la construction du fort s'achève avec le second étage (cote niveau + 13,90 m) : idem + commandant, officiers, infirmerie, et terrasse avec son couronnement (cote niveau + 19,00 m) et enfin la tour de vigie (+ 27,00 m) au-dessus des plus hautes eaux[6].

Les premiers canons sont mis en place en 1859.

### Le havre d'abordage et l'éperon brise-lames (1859-1866)
Un problème majeur est sous-estimé dans le projet: en effet, en raison du peu de fond autour du fort, l'accès ouest par le grand escalier de granite est quasiment impossible à marée basse ou lorsque l'océan est agité. Et, lors de tempêtes, des embruns montant jusqu'au sommet du couronnement du fort, retombent dans la cour intérieure et les coups de boutoir des grosses vagues font trembler l'édifice. Il est même arrivé que le fort, ne puisse être ravitaillé pendant plusieurs mois et qu'un canon soit délogé de son affût.
Deux jetées provisoires s'ouvrant à 30 degrés au sud, sont construites dès 1850 pour les besoins du chantier. De conception légère, elles seront reconstruites en 1852 après avoir été emportées par des tempêtes.
Pour remédier à la situation, la construction d'un havre d'abordage - dit barachois, au sud-est sous la tour de vigie, et d'un brise-lames ouvert sur l'arrière, au nord-ouest, empêchant les vagues de frapper directement la paroi du fort, est décidée en 1859.
Dans un premier temps, il est prévu, pour ce havre, deux jetées de 22 m de long et de 4 m de large et, pour le brise-lames, une muraille en forme de chevron, située à 20 m du fort, constituée de blocs de 20 et 26 m3. La construction du havre est partiellement réalisée, tandis que celle du brise-lames se heurte à des problèmes importants, semble-t-il en raison du dispositif de manutention - engin muni de flotteurs et de palans mis en œuvre pour sa réalisation.
Le projet est alors réétudié en 1864 : le brise-lames est remplacé par un simple éperon rocheux, triangulaire et accolé à une extrémité du fort, tandis qu'une digue abritant le havre d'abordage s'ajoute aux jetées qui sont prolongées de 8 m. Un nouveau dispositif de manutention des blocs est utilisé pour le chantier qui, cette fois-ci, est mené à bien.
Cela marque le terme de la construction du fort dans son ensemble ; le procès-verbal annonçant la fin de la totalité des travaux est signé le 6 février 1866.

### Premières utilisations

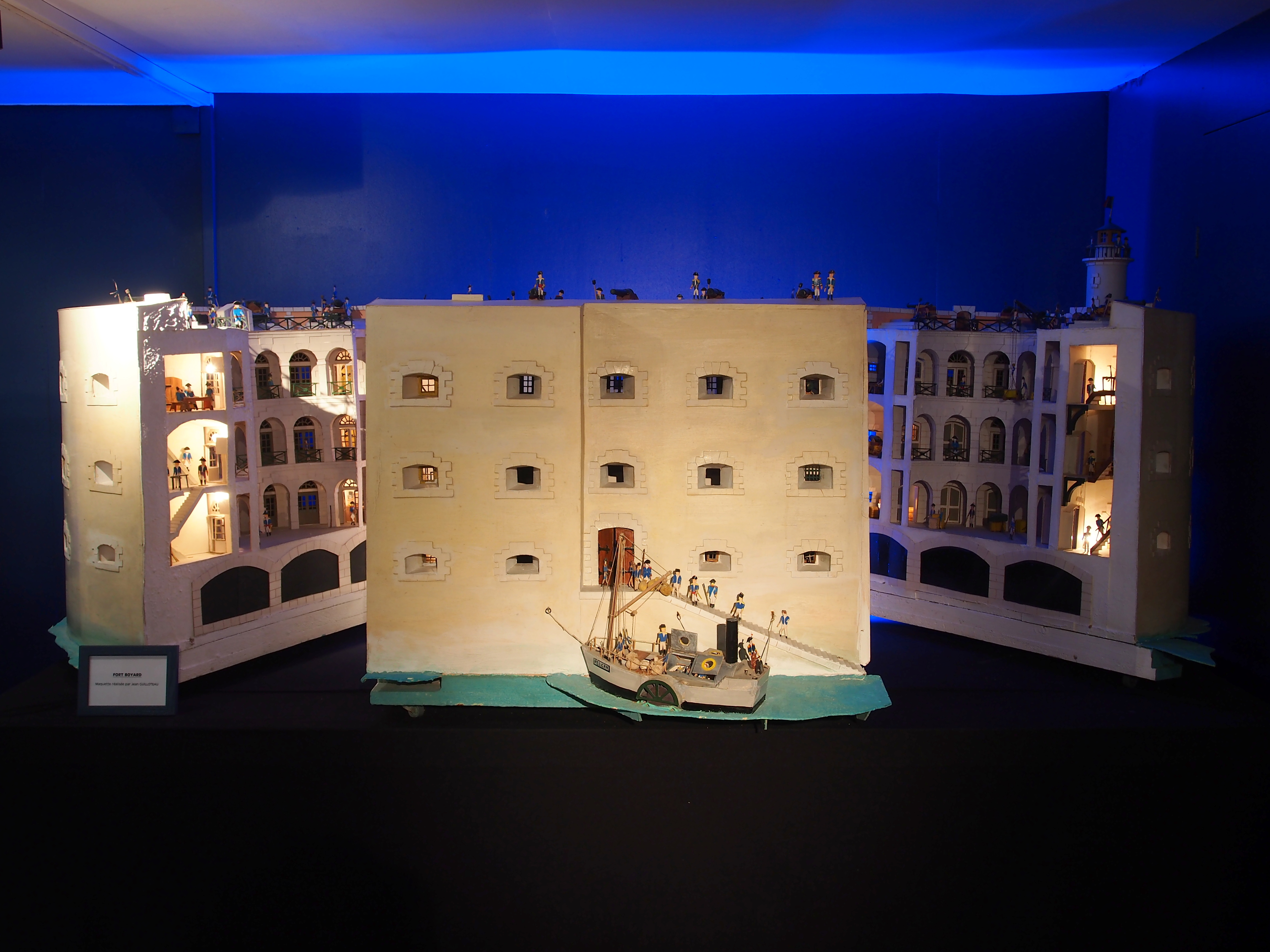
Maquette ouverte représentant les détails des pièces du fort lors de son utilisation militaire à la fin du XIXe siècle.

Le fort pouvait alors accueillir deux-cent-cinquante hommes durant deux mois sans contact avec le continent. Mais, entre les premiers projets et l'achèvement de la construction, la portée des canons avait augmenté et l'utilité du fort s'en trouva limitée. Il resta tout de même une construction importante sur l'océan, au même titre que certains phares. Son utilisation militaire ne fut jamais celle qu'elle aurait dû être. Il deviendra alors la cible des pillards et plus personne ne sait quoi en faire. Il sert de prison pour des soldats prussiens de la guerre franco-allemande de 1870, puis pour des prisonniers politiques de la Commune, parmi lesquels Henri Rochefort et Paschal Grousset.
Quelque temps plus tard, il est prévu de le démolir ; cependant, ce n'est pas mis en exécution à cause des opposants à celui-ci.
Finalement, en 1913, l'armée s'en sépare et les canons sont déposés et revendus à des ferrailleurs. Durant la Seconde Guerre mondiale, il sert de cible d'entraînement aux Allemands.
Depuis le 1er février 1950, le fort Boyard est inscrit au titre des Monuments historiques par le Ministère de la Culture. De ce fait, l'accord de l'architecte des bâtiments de France est désormais nécessaire avant toute modification de l'état des lieux.

### Observatoire marégraphique

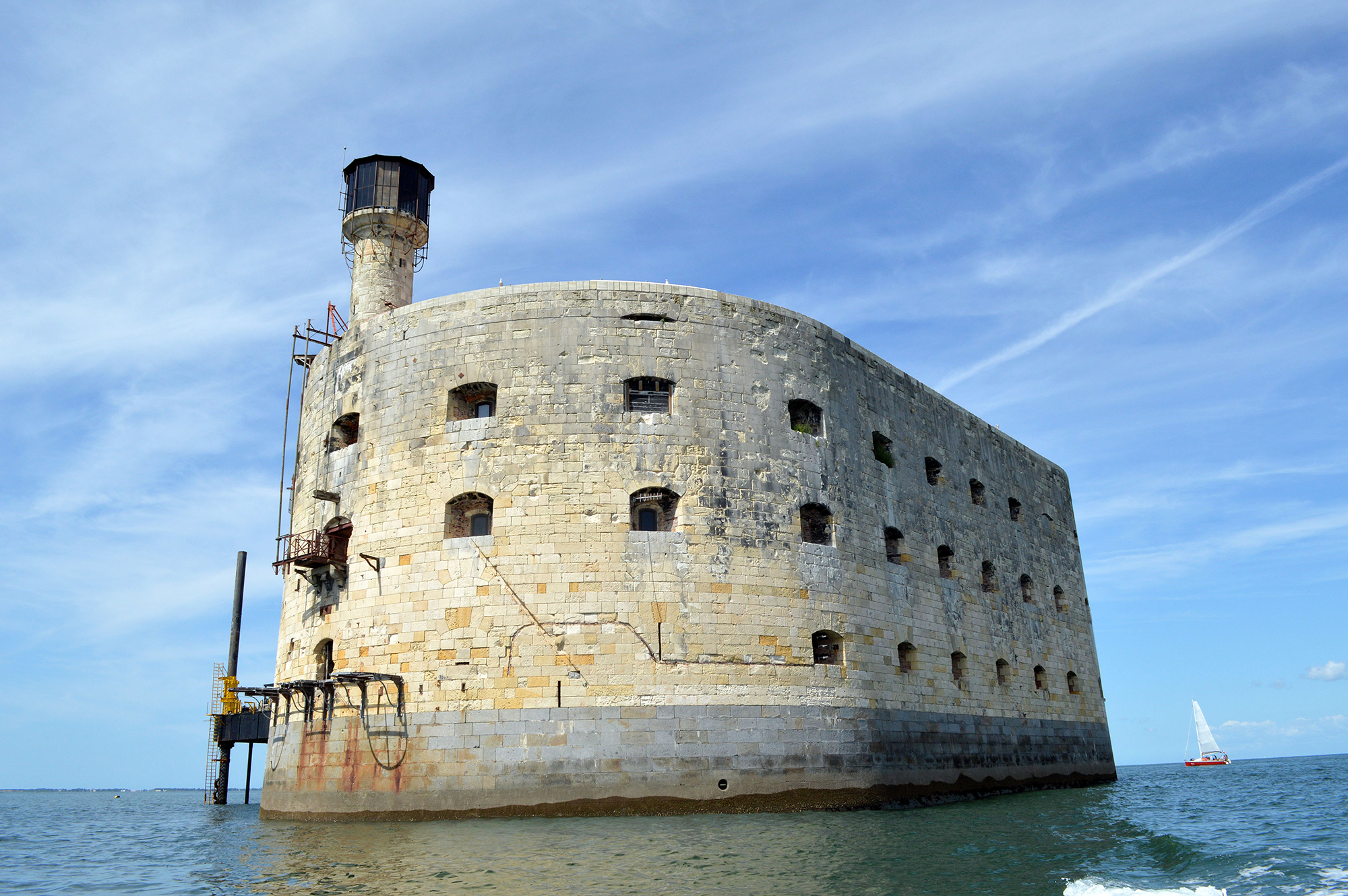
Vue générale du fort côté Sud-Est.

Un premier observatoire marégraphique est installé par des ingénieurs hydrographes en 1859 sur le Fort Énet, à l'extrémité nord-ouest de l'estuaire de la Charente sur le rocher d'Énet prolongeant la Pointe de la Fumée. Des problèmes d'envasement régulier de son puits de tranquillisation poussent l'ingénieur hydrographe Jean Jacques Anatole Bouquet de La Grye à rechercher un autre emplacement, pour réaliser des mesures du niveau de la mer dans le pertuis d'Antioche. En 1869, des travaux sont réalisés sur la jetée nord du barachois de fort Boyard et, en 1873, le marégraphe est transféré du fort Enet au fort Boyard. Le 11 août de la même année, les premières observations du niveau de la mer sont réalisées. Il fonctionnera jusqu'en 1919,.

### Abandon, rachat et seconde vie

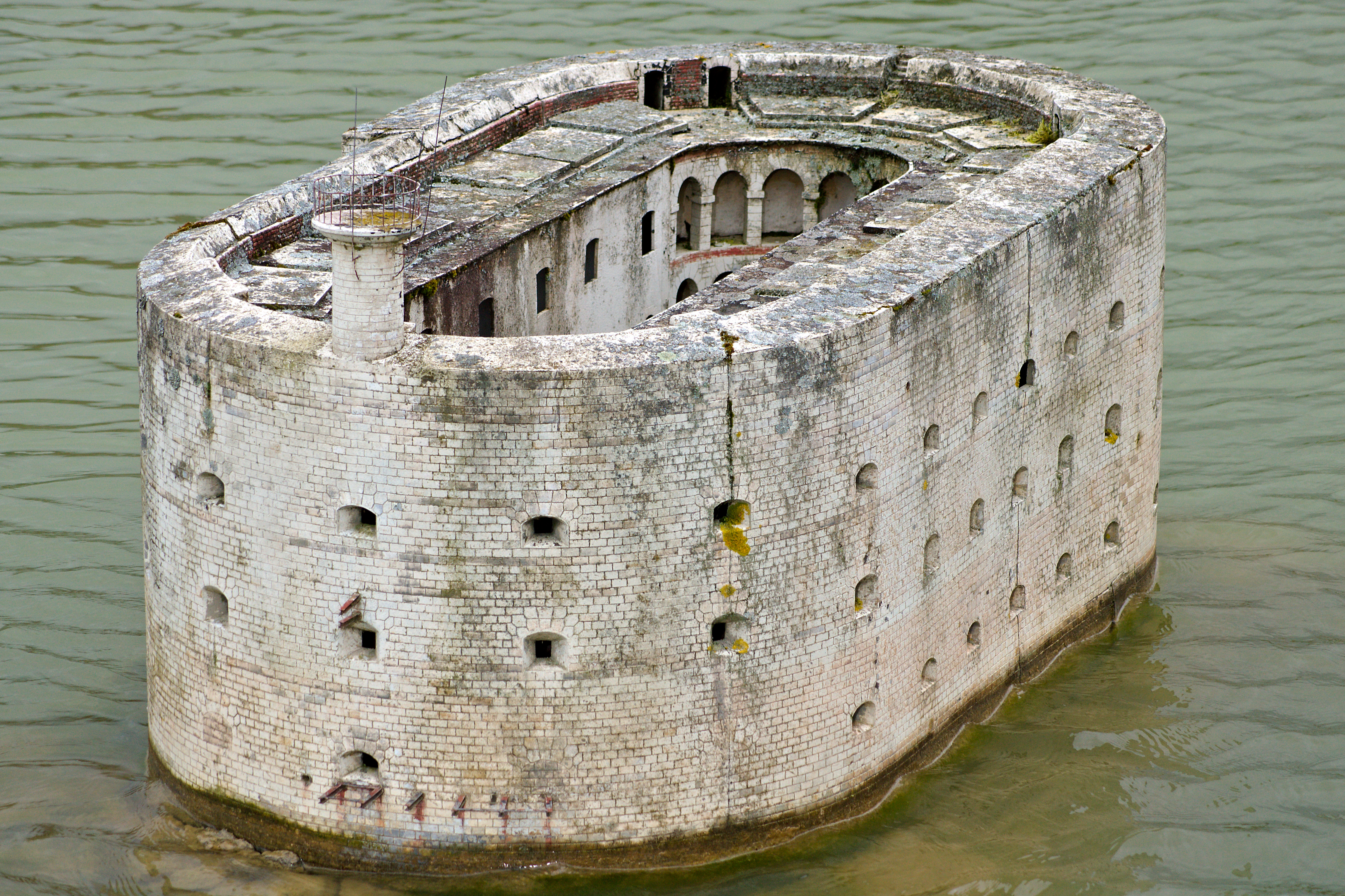
Maquette de la forteresse lors de sa période d'abandon, exposé dans le parc France Miniature.

À l'abandon pendant 80 ans, le fort Boyard devient le domaine des oiseaux de mer qui, avec le vent, y ont apporté des graines. Elles germent et produisent une végétation, notamment dans les joints des pierres, qui dégradent sévèrement l'ouvrage.
Le 20 juillet 1958, l'édifice se trouve à l'épicentre d'une petite secousse tellurique qui fait des dégâts sur tout le littoral. Les fissures du fort n'ont pas bougé comparativement aux anciens relevés. Finalement, le ministère des Armées décide de son aliénation et il est transféré aux Domaines le 4 octobre 1961.
Le 28 mai 1962, le fort est donc mis en vente aux enchères au prix de 7 500 francs. L'enchère est remportée pour 28 000 francs par André Aerts, chirurgien dentiste et restaurateur, à Avoriaz, qui semble s'être acheté le fort comme on s'offre un tableau. En effet, personne, à commencer par lui, ne sait vraiment ce qu'il compte en faire, l'acquéreur n'ayant pas les moyens de l'entretenir, encore moins de le restaurer. Il se rend sur place quelquefois, et y campe avec ses enfants notamment, avant de ne plus y revenir, attristé par les dégâts causés entre autres par des pillards, et se contentant alors d'en faire le tour en bateau quand il vient dans la région.
En 1984, le président de la République François Mitterrand lors de sa venue sur l'île d'Aix, demande à Michel Crépeau, alors ministre du Commerce et de l'Artisanat et maire de La Rochelle, d'organiser une visite au fort Boyard, dont il connaissait l'existence depuis ses vacances à Fouras durant son enfance. L'accès au monument par l'océan ou par les airs est cependant difficile, en raison notamment de la destruction du havre d'abordage par les vagues et du vent fort. Finalement, l'hélicoptère du président se contente de se mettre en vol stationnaire au-dessus de la forteresse avant de se poser sur l'île d'Aix.
André Aerts remet finalement le fort en vente avant de s'en séparer définitivement en novembre 1988, pour 1,5 million de francs. La société de production de jeux télévisés de Jacques Antoine, qui l'a acquis, le revend alors aussitôt au conseil général de la Charente-Maritime pour un franc symbolique. En échange, le département s'engage à effectuer des travaux de réhabilitation et assurer l'exclusivité de l'exploitation du lieu à JAC (Jacques Antoine et Cie, troisième producteur de jeux télévisés de l'époque). Dès lors, le monument va devenir après travaux le lieu de tournage d'une émission télévisée portant son nom.

### La renaissance depuis la fin des années 1980
Encore propriété privée de la société de production en 1988, le fort est partiellement nettoyé avec l'enlèvement et l'évacuation des pierres, gravats, boulets et graminées sauvages de la cour, la fermeture des soutes éventrées afin de faire l'objet de visites de producteurs de chaînes de télévision de tous pays, intéressés par l'idée du jeu. Ce n'est qu'en juillet 1989, après le changement de propriétaire, que la rénovation totale du fort commence. Une plate-forme auto élévatrice (toujours présente mais qui n'est jamais vue à l'écran) et une passerelle d'accès sont installées à vingt-cinq mètres du fort, sur la façade Sud/Ouest, pour en permettre l’accès à partir d'un bateau affrété, Le Baron Gourgaud des Croisières Inter-îles, grâce à une grue à nacelle, l'accès étant devenu difficile, voire impossible, depuis la destruction du havre d’abordage du côté est, sous la tour de vigie. Cette plate-forme sert aussi à la logistique du Fort avec un groupe électrogène, des réserves d'eau potable et de matériels indispensables au tournage des émissions. Le fort est entièrement nettoyé, cinquante centimètres d'épaisseur de guano et 700 m3 de déchets divers sont évacués vers le continent. Les ouvertures du fort, nettoyées, sont closes par des fenêtres, des portes et des volets. En automne, une plate-forme de déambulation, sorte de pont, est construite dans la longueur de la cour de chaque côtés, au niveau du premier étage, afin de desservir les cellules de l'étage. La construction des décors est arrêtée à cause de l'arrivée de tempêtes hivernales. Ce n'est qu'à partir du printemps 1990 que sont construits les derniers décors, comme la Salle du Trésor ou la vigie ; ceux-ci ne sont finis que peu de temps avant le tournage de la première émission.
En 1996, les plates-formes d’artillerie sont démontées et restaurées mais le fort, fragile, subit encore les dégâts de la mer. Après les tournages en 1998, le département décide d’entamer une nouvelle étape dans la restauration du monument : chaque pierre du couronnement et du sol de la terrasse est déposée puis réimplantée après avoir été brossée et nettoyée. L’hélicoptère employé pour les transports des matériaux et des matériels de travaux fait au total près de 6 000 rotations entre le fort et le dépôt de Boyardville durant l'hiver 1998/1999.
Cette restauration permet également un nettoyage complet des murs de façade avec contrôle du jointoiement des pierres, ainsi qu’une réparation d’un certain nombre de fissures. L’étanchéité de la terrasse est totalement refaite. L’emplacement de la pendule, non restaurée en 1989, est réparé en 1998 ; cette tranche de travaux dure de septembre 1998 à avril 1999. Durant l’hiver 2003-2004, la cour intérieure est refaite.
Les dernières restaurations majeures datent de 2005 : colmatage, par injections de coulis de mortier et béton spécial, des assises fissurées du côté sud, effectué au printemps, juste avant les tournages du jeu télévisé fin été 2005 ; réfection totale de tous les murs de la cour (piliers des arcades compris). Il s'agit, pour l'équipe de tailleurs de pierre engagée, de remplacer les blocs endommagés, en travaillant sur la terrasse du fort pour tailler les pierres à remplacer aux dimensions voulues, après avoir fait venir le matériau d'Oléron en hélicoptère, et de refaire les joints des murs.

### Accès et logistique

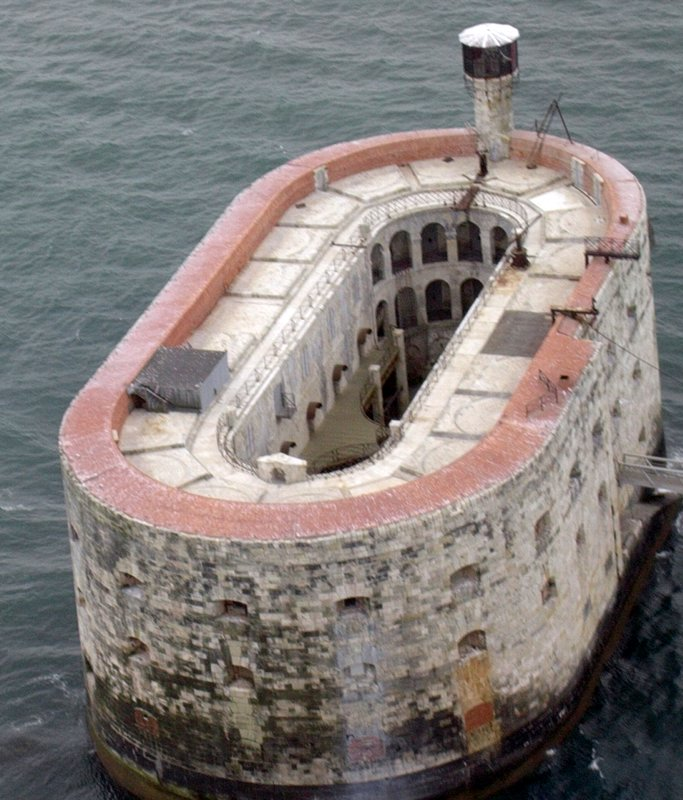
L'hélisurface en bois couleur grise à gauche, au Nord-Est de la terrasse, utilisée pour l'accès aérien depuis 1991.

L'accès maritime au fort depuis Fouras se fait par vedette affrétée pendant la saison des tournages du jeu télévisé ; le premier fut le Baron Gourgaud en 1988 et 1989 des croisières Inter-îles, puis par vedette rapide, le Bacman entre 1989 et 2003 puis le Sea Surfer à partir de 2004.
De début avril à fin juin, le bateau affrété transporte les équipes de nettoyage, les personnes s'occupant de mettre ou remettre en place les jeux, les décors, la régie et le reste du matériel en vue des tournages, les techniciens, le personnel de service, les animateurs, personnages, candidats et animaux ainsi que toute la logistique (eau, nourriture, évacuation des déchets, etc.), à partir de la Pointe de la Fumée à Fouras.
Ils sont alors hissés du bateau jusqu'à une plate-forme auto élévatrice, posée à une vingtaine de mètres de l'édifice, en dehors de l'enrochement, via un panier de transbordement manié par une grue. Ils accèdent ensuite à la porte d'entrée de la forteresse grâce à une passerelle métallique reliant la plate-forme à l'édifice.
Ce moyen de débarquement et d'embarquement est permanent depuis 1989, le havre d'abordage et l'éperon brise-lames n'étant pas reconstruits faute de moyens et l'escalier de pierre ne permettant pas à lui tout seul d'assurer l'accès par bateau à cause des vagues, du manque de fond et de sa surface glissante,.
Achetée d'occasion au moment de la réhabilitation des lieux, la plate-forme SEERS 3,, fragilisée par les tempêtes hivernales et la corrosion, et malgré des travaux effectués sur ses caissons de flottaisons notamment, dut être remplacée en mars 2015 par une plate-forme neuve, plus grande, baptisée Banjaert en hommage au nom d'origine du banc de sable,,.
En outre, en avril 2016, le sabord du premier étage se trouvant au-dessus de l'entrée principale a été agrandi en hauteur, de la taille d'une porte, et muni d'un balcon métallique afin de servir d'accès secondaire et pouvoir ainsi continuer à relier la plate-forme au fort avec la passerelle, notamment en cas de forte houle (vu sur la photo centrale du fort),,.
Le fort est également accessible par les airs grâce à une hélisurface en bois construite en 1991 sur la partie nord-est de la terrasse, permettant à un hélicoptère de s'y poser. Devant à l'origine être remplacée par une structure plus grande et décalée sur la couronne nord de la forteresse,,, celle-ci est finalement reconstruite à l'identique et au même endroit en avril 2018.

## Travaux
En juin 2021, le département de la Charente-Maritime annonce sur les réseaux sociaux une reconstruction partielle des équipements du monument. Une reconstruction du proscenium et de la passerelle en bois est prévue d'ici 2022-2023. Les travaux commenceront à la fin des tournages de la saison 2022.
Surtout, le département annonce la reconstruction totale du brise-lames et du havre d'abordage (« barachois »), permettant au fort de retrouver son aspect de 1857,,.
Le 19 avril 2024, le département de la Charente-Maritime annonce officiellement la tenue de ces vastes travaux pour la protection du fort, « menacé de destruction », pour 2025 à 2027, afin de renforcer le pourtour de l'édifice, dégradé par l'océan au fil du temps. Ainsi, après une phase de préparation débutant à l'été 2025, où la risberme commencera également à être réparée, le havre d'accostage sera préfabriqué à partir de l'automne avant d'être posé sur site à l'été suivant. L'éperon sera ensuite préfabriqué à partir de l'automne 2026 avant d'être installé à son emplacement définitif à l'été 2027. À terme, en 2028, le fort ouvrira ses portes au public. Pour mener à bien ces travaux, le département de la Charente-Maritime s'est associé à la Fondation du patrimoine. Chacun peut participer financièrement à la sauvegarde de ce monument de l'histoire de France et de l'histoire de la télévision française : Fort Boyard en Charente-Maritime - Faire un don

## Apparitions

### À la télévision
Un documentaire de 52 minutes, réalisé par Bernard Flament, qui officie sur le jeu télévisé qui a rendu l'édifice célèbre, intitulé Histoire d'un fort : l'aventure du Fort Boyard et retraçant la vie du vaisseau de pierre, est diffusé en 2008 sur France 2 et TV5,. Le fort est également présent dans d'autres émissions documentaires ou journaux télévisés, concernant des sujets qui lui sont dédiés ou qui s’intéressent à la Charente-Maritime, comme dans Thalassa en 2007 ou dernièrement Cap Sud Ouest en 2016, toutes deux sur France 3.

#### Jeux télévisés

##### La Chasse au trésor

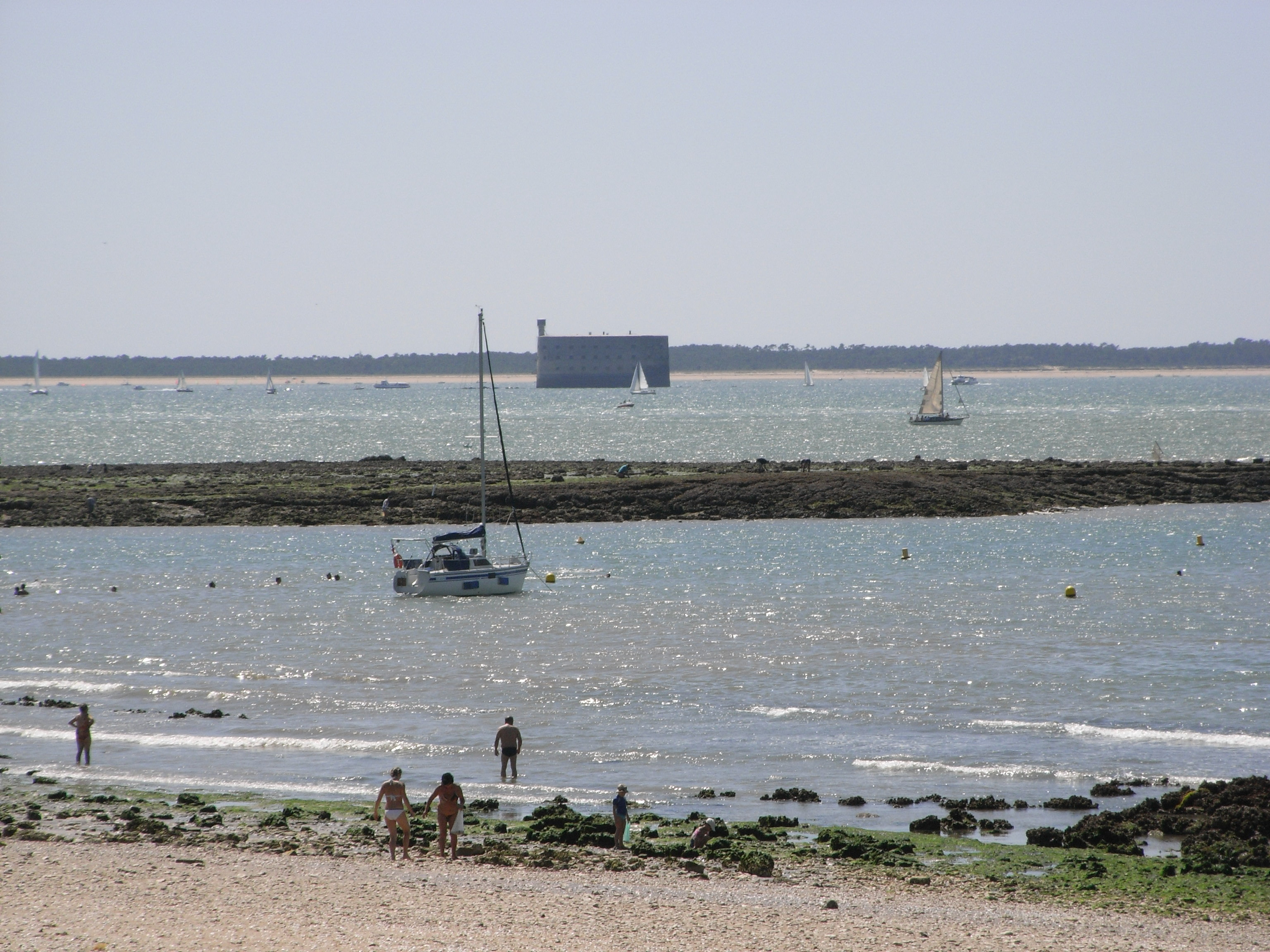
Fort Boyard vu depuis la grande plage de l'île d'Aix ; en fond, l'île d'Oléron.

Le fort Boyard a été utilisé à deux reprises dans La Chasse au trésor (devenue par la suite La Chasse aux trésors, au pluriel) : lors du pilote de l'émission, puis lors d'une version diffusée sur Antenne 2,,.
Ainsi, dans le but de présenter et valoriser son idée de jeu, Jacques Antoine tourne, en 1980, le pilote de La Chasse au Trésor à La Rochelle. Cette version originale ne comprend qu'un seul candidat ; aucun membre de la future équipe du jeu n'est présent, à l'exception d'un des cadreurs. L'animateur de terrain, Marc Menant, doit se rendre dans le fort Boyard pour résoudre l'énigme ; l'hélicoptère n'étant pas présent, il doit vraisemblablement s'y rendre par bateau. L'émission ne plait pas, dans son ensemble, à la direction d'Antenne 2 ; Jacques Antoine doit améliorer le jeu en profondeur. Cependant, le pilote est présenté aux candidats, lors des premiers tournages, afin qu'ils comprennent la mécanique du jeu,,.
Plus tard, La Chasse au trésor revient à fort Boyard dans une émission tournée le 22 avril 1981, tôt le matin (en raison de problèmes de marée), et diffusée le 6 septembre 1981. Le jeu est cette fois-ci animé par Philippe Gildas et Philippe de Dieuleveult. Afin de récupérer la tabatière de Napoléon et gagner 30 000 Francs (soit plus de 4 570 €), les candidats, aidés des deux animateurs et de documents sur le littoral charentais, doivent la localiser en déchiffrant l'énigme du jour, avant les 45 minutes imparties : « Je suis venu saluer l'Empereur une dernière fois sur le lieu de son embarquement. En souvenir, il m'a jeté une tabatière que j’ai enfouie, en passant, pendant mon retour, au pied d'un corps de pompe dans les soubassements d’un grand édifice en construction ».
Philippe de Dieuleveult explore les bâtisses aux environs de Fouras (les forts de la Rade et Liédot sur l'île d'Aix, et le fort Énet à la Pointe de la Fumée) avant de sauter de l'hélicoptère dans l'eau froide de l'Atlantique pour aller récupérer à l'intérieur du fort Boyard la tabatière de Napoléon, l'appareil ne pouvant se poser sur le bâtiment à cause du vent très fort ce jour là. Cette partie se révèle chaotique : une fois dans l'eau, le gilet de sauvetage, trop serré, fait suffoquer l'animateur ; l'hélicoptère, resté en vol stationnaire au-dessus de lui pour le filmer, empêche sa progression à cause du courant d'air créé par ses pales ; et l'accès à l'escalier à la nage est relativement difficile à cause de vagues et remous. Finalement, Dieuleveult doit attendre plus de trois heures après la fin du tournage de l'émission pour qu'on puisse venir le rechercher,.

##### Les Clés de Fort BoyardpuisFort Boyard

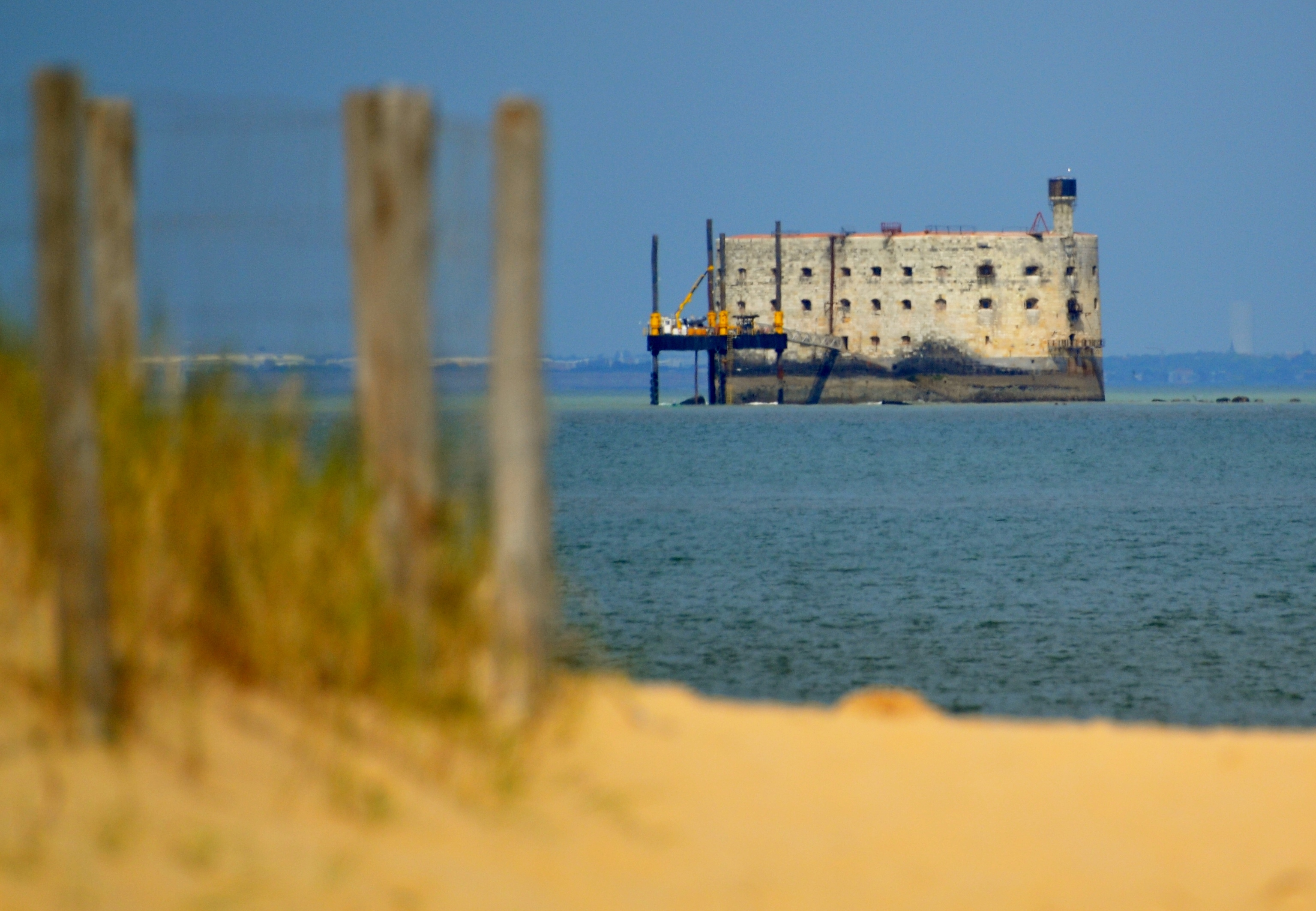
Le fort vu à marée basse depuis la plage de Boyardville, sur l'île d'Oléron.

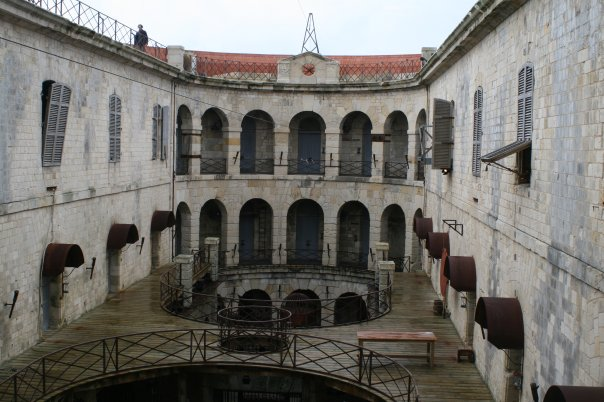
L'intérieur du Fort Boyard côté Nord, mai 2007.

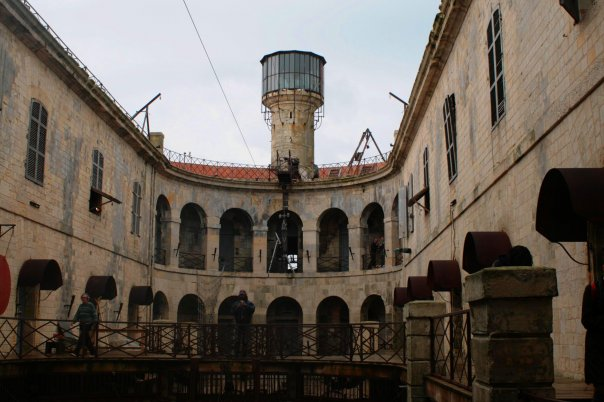
L'intérieur du Fort côté Sud, mai 2007.

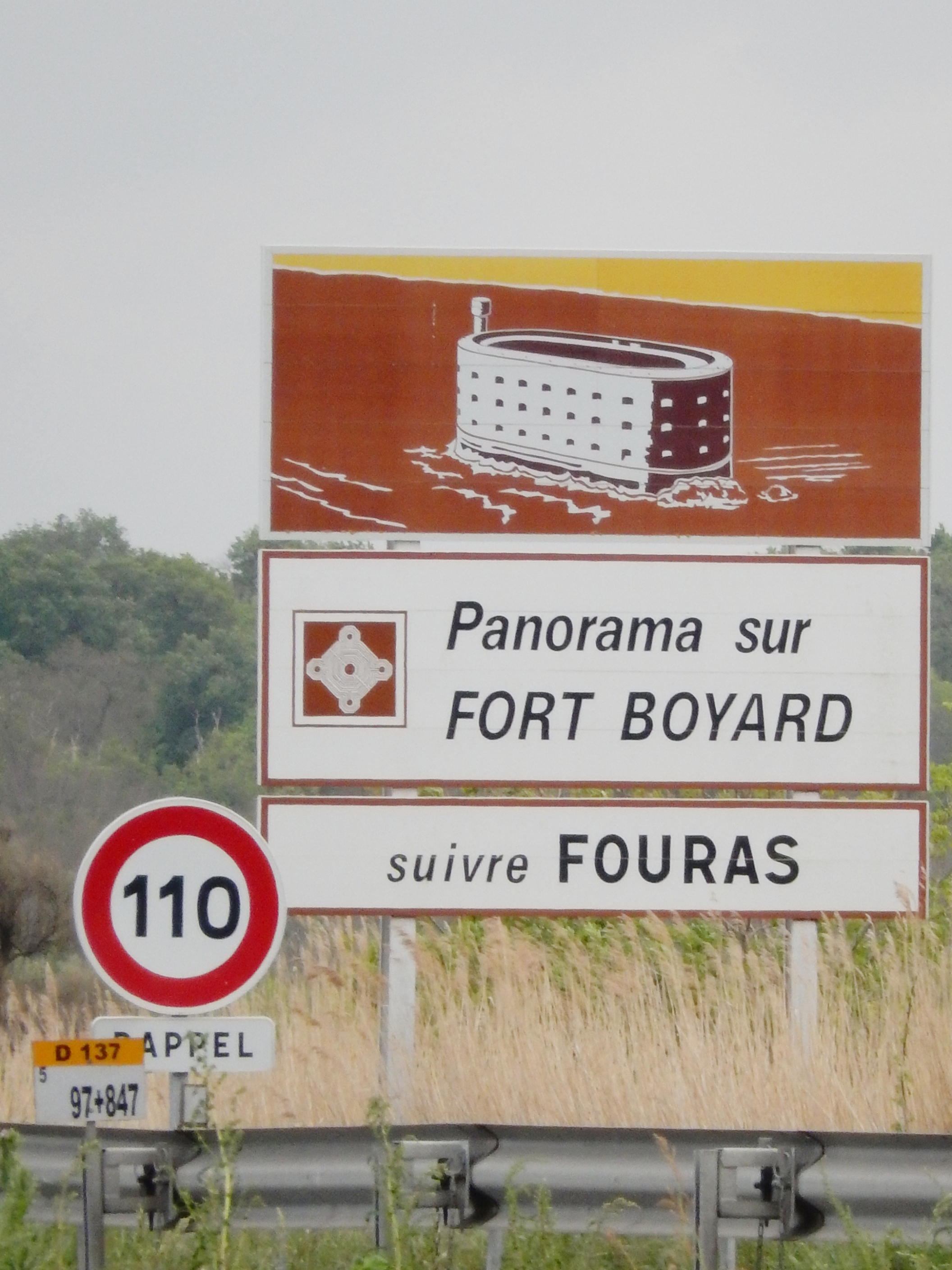
Panneau situé à Saint-Laurent-de-la-Prée sur la RD 137 indiquant aux automobilistes la direction à prendre pour voir le fort Boyard de la côte, en venant de Rochefort.

En 1990, l'édifice, fraîchement racheté et réhabilité, devient le lieu de tournage de l'émission Les Clés de Fort Boyard,, rebaptisée Fort Boyard dès l'année suivante.
Dans ce jeu télévisé, créé par Jacques Antoine, Jean-Pierre Mitrecey et Pierre Launais, et produit par Adventure Line Productions, une équipe de candidats, entourée de personnages plus ou moins étranges, doit surmonter un certain nombre d'épreuves physiques et intellectuelles (faisant appel à l'agilité, la rapidité, l'endurance, la force, la mémoire ou la logique) ainsi que surmonter leurs peurs, afin de pouvoir récolter les clés donnant accès à la Salle du trésor de la forteresse et deviner le mot-code du jour grâce à des cartouches-indices pour s'emparer des pièces d'or appelées boyards, en un temps limité, qui tombent dans une cage ronde, et les déverser dans un chaudron qui sera ensuite pesé.
Entre 1990 et 1992, ainsi qu'en 2010, les candidats sont uniquement des candidats anonymes ; ils sont remplacés par la suite par des célébrités,,. De plus, depuis 1993 et à l'exception de l'année 2010, les fonds récoltés sont destinés à des associations caritatives,,.
L'émission est diffusée chaque été le samedi soir, depuis le 7 juillet 1990,,, d'abord sur Antenne 2, puis sur France 2 à partir de 1992, mais, également, dans près de 70 pays à travers le monde (Canada, Royaume-Uni, Allemagne, États-Unis, Israël, etc.), contribuant ainsi à faire connaître le fort à un niveau international et permettant des retombées économiques dans le département via le tourisme ; une partie de ces retombées permettent alors d'entretenir le bâtiment chaque année et d'effectuer des travaux quand cela est nécessaire.

##### La Carte aux trésors
Tournée les 24 et 25 septembre 2018, La Carte aux trésors met à l'honneur le Fort Boyard au cours de son émission consacrée à la Charente-Maritime diffusée le 17 avril 2019. Lors de la troisième énigme du jeu (« Passez par le fort de l'inutile pour trouver l'invisible »), les deux candidats, partis de Mornac-sur-Seudre, doivent en effet se poser chacun leur tour en hélicoptère sur l'édifice (surnommé le fort de l'inutile de par son histoire) et monter dans la vigie pour découvrir une photo du fort Liédot (île d'Aix) où se trouve la capsule à récupérer.
À noter que le fort Boyard a été visible dans des émissions précédentes tournées dans le département, dont une diffusée le 2 juillet 2008 où la candidate avait pu survoler le monument.

#### TéléfilmLes Mystères de l'île
Le fort Boyard fait partie intégrante de l'intrigue du téléfilm Les Mystères de l'île (2017), réalisé par François Guérin, avec notamment Julie Ferrier et François Vincentelli, et diffusé le 13 janvier 2017 sur RTS Un, et le 17 janvier sur France 3,,.
Tourné entre août et septembre 2016 principalement sur l'île d'Aix (sous le titre Le Retour du héros),, le téléfilm propose des plans aériens et maritimes du fort Boyard au début de l'intrigue, lors de la découverte du corps. Cependant, lorsque la police enquête sur les lieux, la scène se passant dans la loge du gardien a été tournée au fort Liédot sur l'île ; le fort Boyard étant fermé à cette période de l'année,.

#### Opération spéciale
En 2024, le GIGN fait une démonstration d'une intervention dans l'enceinte du fort, en présence de la présentatrice Chloé Nabédian, et diffusée lors de l'Édition spéciale 14 juillet sur France 2 et sur la chaîne France Info.

### Au cinéma

#### Le Repos du guerrier
Certaines sources affirment qu'une scène furtive montrerait l'actrice Brigitte Bardot prenant un bain de soleil sur l'une des plates-formes d'artillerie de la terrasse du fort dans le film Le Repos du guerrier (1962) réalisé par Roger Vadim, avec également Robert Hossein,. Cependant, aucune scène de ce type n'est visible dans le long métrage. Dans son ouvrage Fort Boyard, un défi à l'océan, l'auteur Philippe Lafon démontre que cette scène est impossible puisque les décors du film sont alors ceux de Dijon et surtout de l'Italie.

#### Les Aventuriers

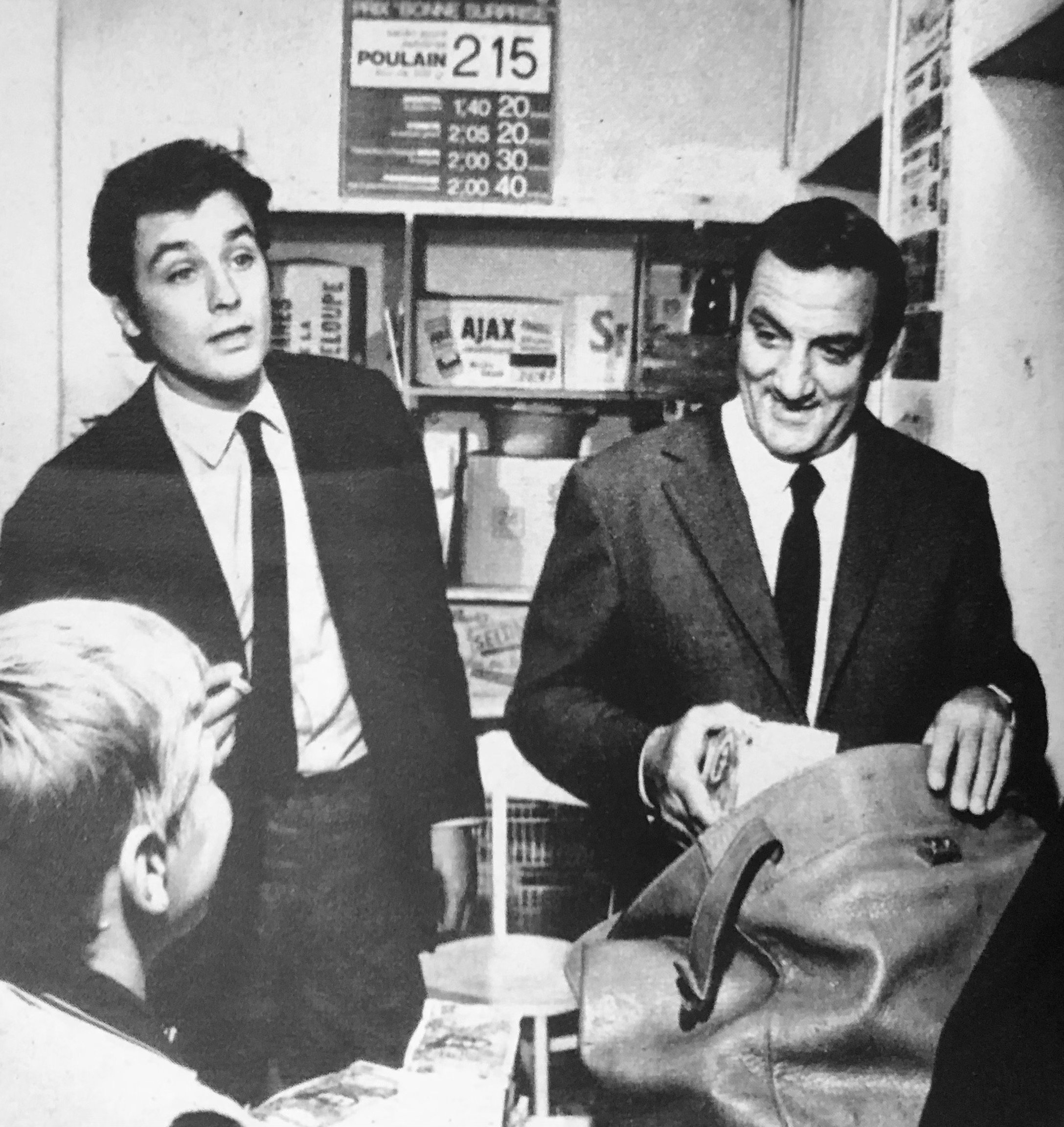
Alain Delon et Lino Ventura lors du tournage du film Les Aventuriers sur l'île d'Aix.

Le fort Boyard apparaît dans le dernier tiers du film Les Aventuriers (1967) de Robert Enrico, avec Alain Delon et Lino Ventura. La forteresse est d'abord mentionnée par le personnage de Lætitia (Joanna Shimkus), qui rêve de l'acquérir, grâce au trésor que les protagonistes sont en passe de trouver au Congo, pour y vivre et y travailler, avant de trouver la mort lors de ce voyage. L'édifice est ensuite visible sur une carte postale, où les personnages principaux, Manu (Alain Delon) et Roland (Lino Ventura), apprennent que la jeune femme et sa famille juive y vivaient à l'abri des nazis durant l'Occupation.
Arrivés sur l'île d'Aix, un enfant du musée africain, qui connait bien les lieux, accompagne Manu et Roland sur place et leur fait une visite guidée de la bâtisse en pleine mer ; il leur montre notamment des cargaisons d'armes et de munitions en état de marche. Par la suite, Roland veut acheter le bâtiment pour y faire un hôtel-restaurant, mais surtout pour réaliser le rêve de Laetitia ; alors que les protagonistes discutent de ce projet, des mercenaires débarquent dans la forteresse pour récupérer le trésor congolais et une fusillade nourrie éclate alors, les deux amis récupérant les armes présentes sur place. Manu meurt sur la terrasse du fort, dans les bras de Roland, lors de la scène clôturant le film. Une prise de vue aérienne du monument filmée d'un hélicoptère en ascension sert alors de générique de fin.

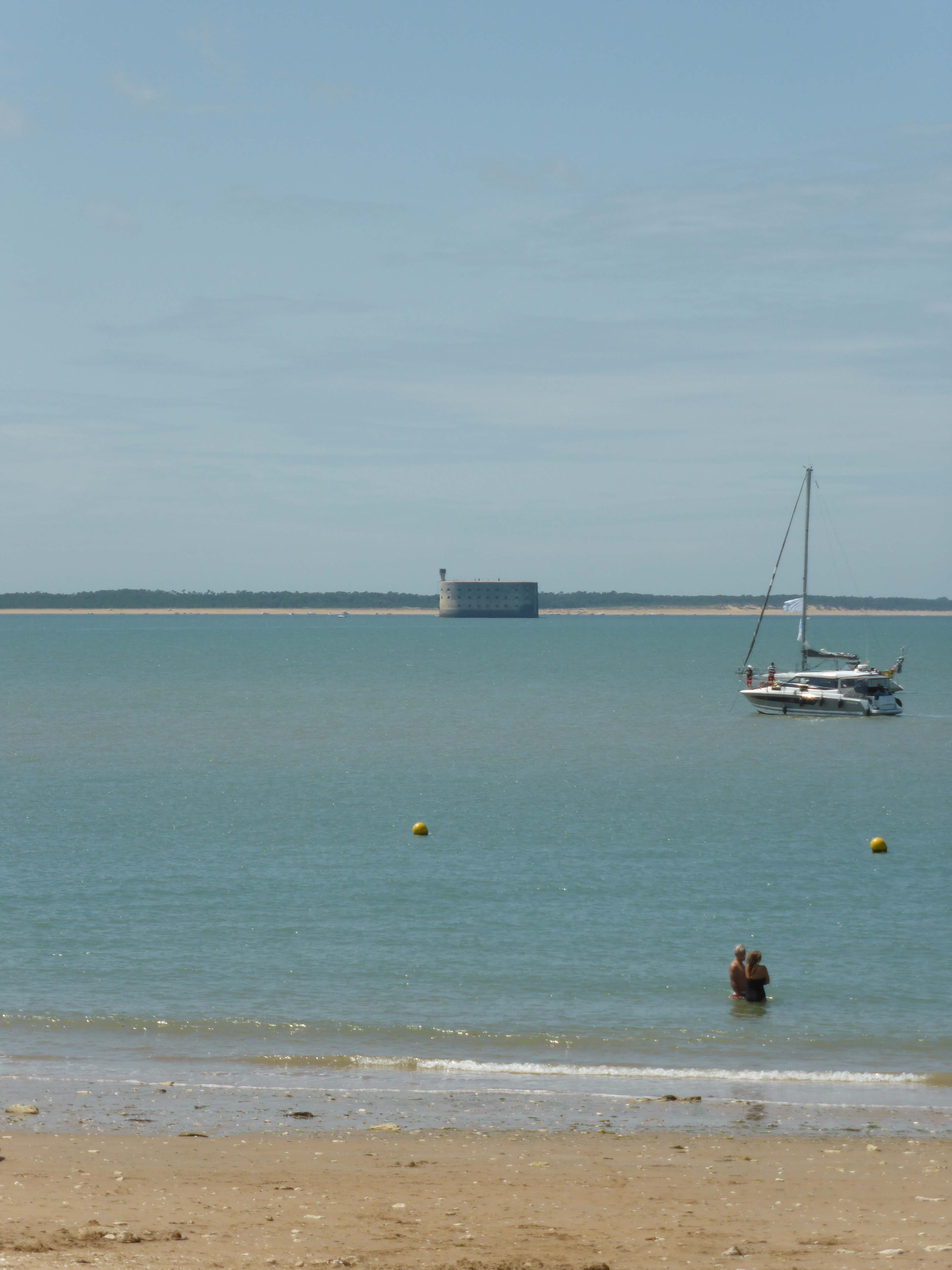
Le fort Boyard vu depuis l'île d'Aix.

Le bâtiment en pleine mer est découvert par le réalisateur lors d'un séjour dans la maison d'amis en Charente-Maritime ; intrigué, il s'y est rendu et tomba sous le charme de son architecture ainsi que du son produit dans la cour intérieure. Ainsi, lors de l'écriture du scénario, José Giovanni (auteur du roman du même nom dont est adapté le film), Pierre Pelegri et lui décidèrent de finir l'histoire dans ce lieu.
Le tournage dans le fort Boyard et sur l'île d'Aix s'est déroulé en septembre 1966 ; il est d'ailleurs à noter que les scènes censées se passer dans une salle remplie de caisses d'armes et de munitions ont été réalisées en fait au fort Liédot sur l'île, dans une pièce beaucoup plus grande que celles situées dans le parapet de la bâtisse entre Aix et Oléron,. Les prises de vues ont duré deux semaines. Les habitants de la région avaient prédit à l'équipe du film une météo favorable durant cette période, mais alors qu'ils décidèrent de rester plus longtemps que prévu dans la forteresse pour tourner, une tempête se leva, obligeant les personnes et le matériel à être hélitreuillés pour quitter les lieux,.
Une dizaine d'années après la sortie du film, un couple de Japonais sonna à la porte de Robert Enrico. Ceux-ci lui expliquèrent qu'ils étaient tombés amoureux l'un de l'autre durant une projection des Aventuriers et étaient venus lui demander la localisation du fort Boyard pour pouvoir y faire leur voyage de noces.
En outre, Jacques Antoine, concepteur du jeu télévisé qui rendra le vaisseau de pierre célèbre, a annoncé que c'est ce film qui lui permit de connaître l'existence de ce fort, de le visiter et qui le poussera plus tard à le choisir comme lieu de son nouveau jeu d'aventure.

#### Liberté-Oléron
Désormais connu grâce à la télévision, la forteresse est visible dans Liberté-Oléron (2001), réalisé par Bruno Podalydès, avec Denis Podalydès et Guilaine Londez. Le film racontant l'histoire d'un père de famille, passant habituellement ses vacances sur l'île d'Oléron, et désirant cette fois naviguer à bord d'un voilier, la bâtisse est d'abord visible lors des prises de vue sur la plage ou en mer. Enfin, lors de la traversée pour rejoindre l'île d'Aix, le bateau passe devant le fort qui est alors filmé de près. À noter qu'il est également mentionné dans une conversation en fin de film.

### En musique et en musée

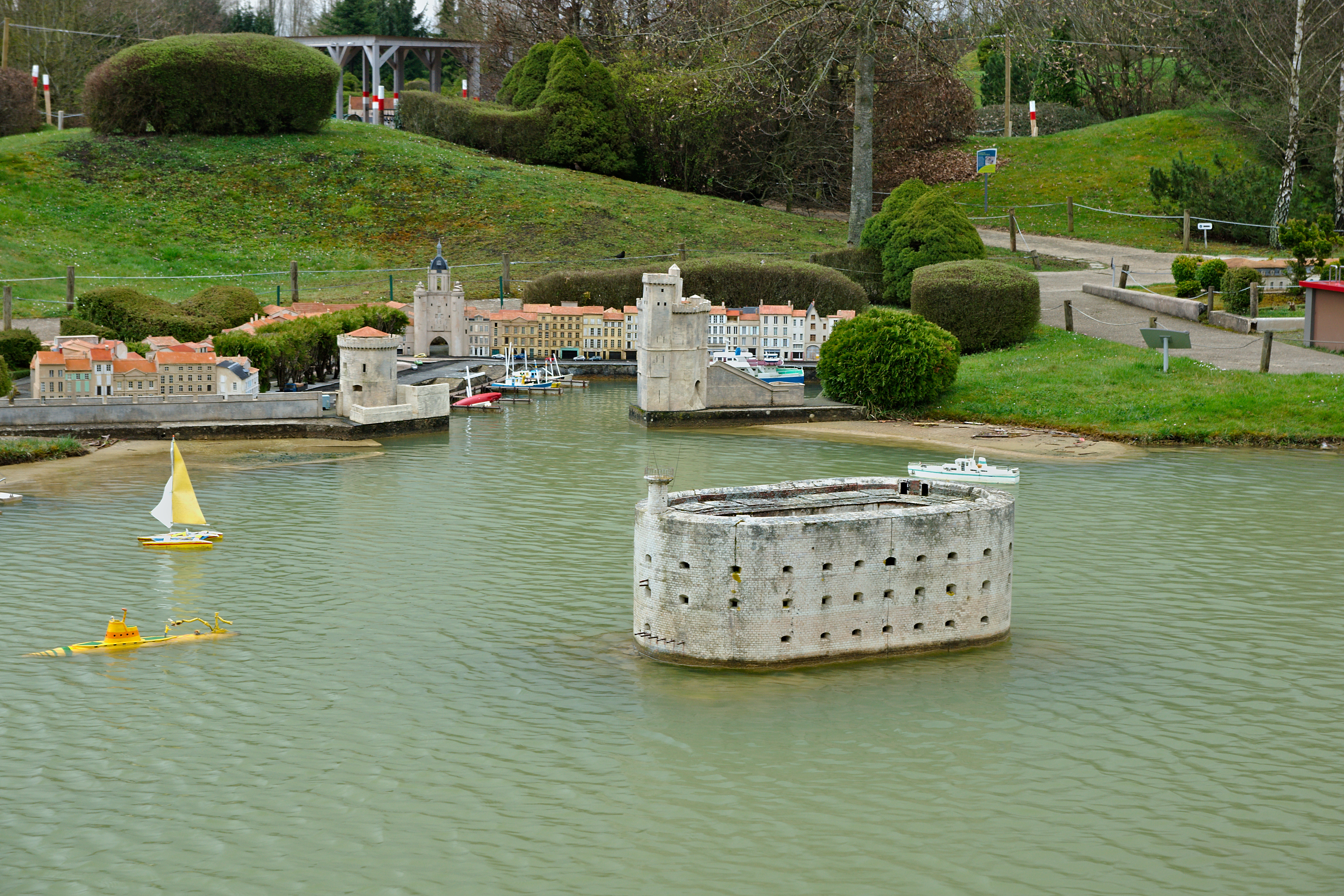
Modèles réduits du fort Boyard et du vieux port de La Rochelle dans le parc France Miniature en 2015.

#### Musique
En 2006, André Bouchet, qui joue le rôle de Passe-Partout dans le jeu télévisé, interprète la chanson Je suis Passe-Partout de Fort Boyard dans laquelle il raconte sa vie fictive dans la forteresse.

#### Musée
Le fort est représenté dans le parc à thème France Miniature à Elancourt sous la forme d'une maquette au milieu de l'eau, tout près de la version réduite du vieux port de La Rochelle. Jusqu'en 2015, la maquette était celle de la forteresse lors de sa très longue période d'abandon ; depuis 2016, après avoir été restaurée, elle a repris son aspect actuel avec des éléments de l'émission, en étant par ailleurs orientée dans la bonne position - vigie au sud,. À partir de 2016, le parc propose également en plus des activités sur le thème du jeu télévisé, certaines épreuves mises en place.

### En littérature
- Dans une série de nouvelles intitulées Les 13 Énigmes, publiées dans le magazine Détective[94], en 1929, et qui servirent de source d'inspiration pour la création du personnage du commissaire Maigret[réf. nécessaire] dont Georges Simenon situe l'action d'une des enquêtes sur le fort : Le Secret du fort Bayard. Bien que le nom soit déformé de Boyard en Bayard, tout laisse à penser que c'est du même monument que l'on parle[95]
- Monique Jambut, Les Amants du fort Boyard. Historique d'un vaisseau de pierre, Paris, éditions France Océane, 1994, 294 p. (ISBN 2-903504-67-9)roman historique[96]
- Alain Surget (ill. Jean-Louis Serrano), Les Disparus du fort Boyard, éditions Rageot-Hatier, 30 mai 1995 (ISBN 2-7002-3318-2)livre destiné à la jeunesse dont l'action se déroule dans le fort
- Dan Mitrecey a écrit dix livres pour la jeunesse (parus aux éditions Fleurus) sur les aventures de jeunes en visite à Fort Boyard[96]
- Madeleine Tiollais, Les enfants du fort Boyard : roman historique, Lyon, éditions Bellier, 2005, 300 p. (ISBN 2-84631-137-4)roman historique[96]
- L'intrigue du roman Cochrane vs Cthulhu de Gilberto Villarroel, sorti en 2021, se déroule intégralement au fort Boyard[97],[98].
- R.J.P Toreille, Raphaël 7 : Et le Grimoire Perdu, Le Lys Bleu Éditions, 2022, 204 p. (ISBN 979-10-377-5887-3)roman fantastique/conte, le Fort Boyard y apparaît sous le nom de Fort Drayob, l'édifice y est représenté sous sa forme de 1857
- Vincent Raffaitin, Chasseurs de Mystères - Les prisonniers de Fort Boyard, Auzou editions, 19 mai 2023  (ISBN 9791039523769). Ce roman, destiné à la jeunesse, se déroule majoritairement sur le fort Boyard, retraçant son histoire. Le jeu télévisé est totalement absent de son historique.

### En jeu vidéo
Le fort Boyard est présent dans différents jeux vidéo, pour consoles portables ou ordinateur, s'inspirant tous du jeu télévisé du même nom ; cependant, si certains titres sont fidèles à l'émission (Fort Boyard : Le Défi ou Fort Boyard : Le Jeu), d'autres reprennent simplement l'esprit des épreuves (Fort Boyard : Casse-têtes & Énigmes), s'en servent comme base et s'orientent vers l'histoire de la forteresse (Fort Boyard : La Légende, où le joueur incarne un ancien candidat du jeu télévisé découvrant le trésor de Napoléon caché dans le fort) ou, enfin, s'en émancipent complètement (Fort Boyard : Millénium conte une histoire de science fiction).
L'édifice est également sujet de création de map pour des jeux FPS en ligne, tel que Counter Strike, Half Life ou encore Medal of Honor, et des jeux type « bac à sable », comme Minecraft,,,.

### En images

Galerie d'images du Fort Boyard
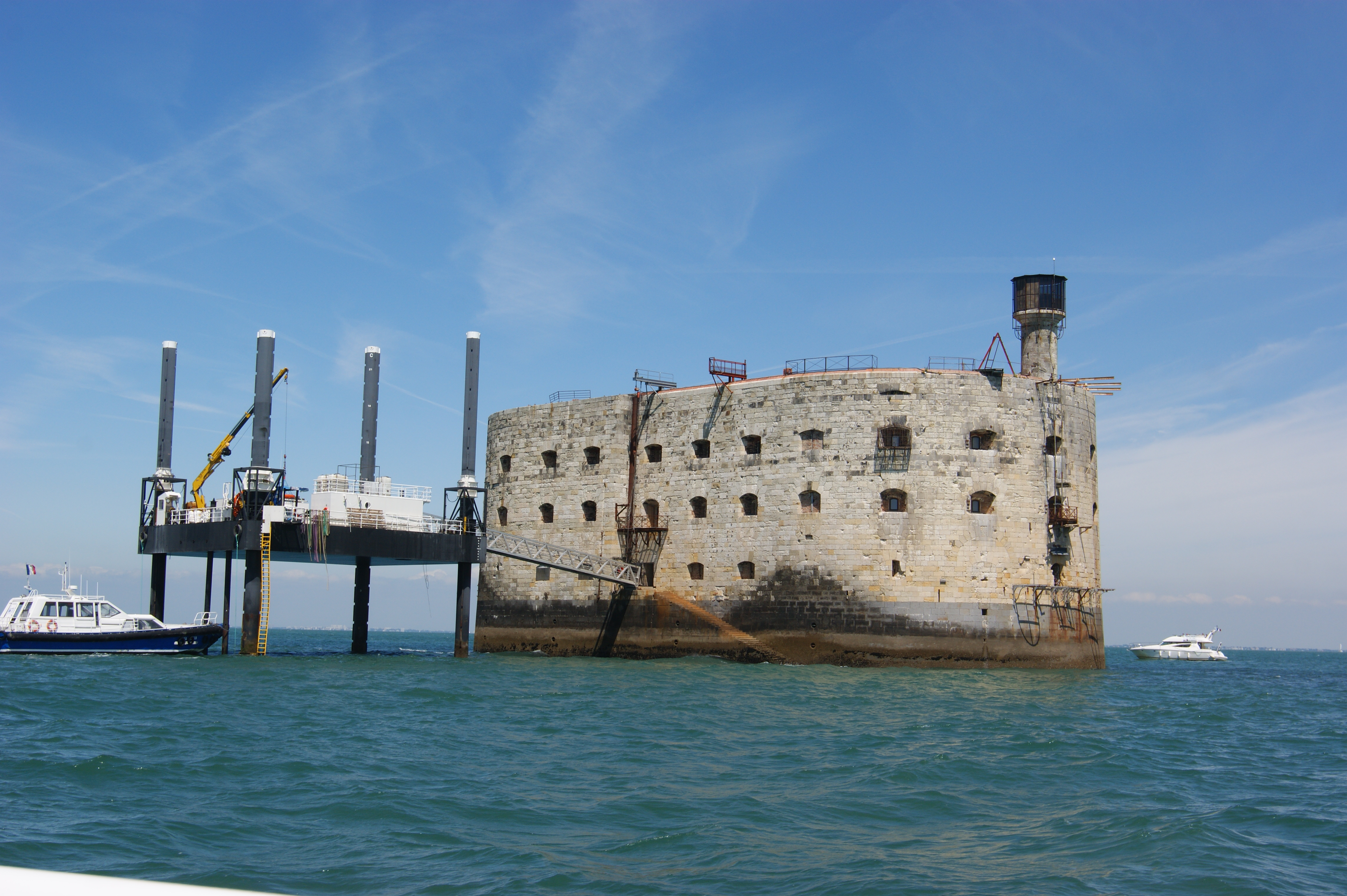
Façade Sud-Ouest
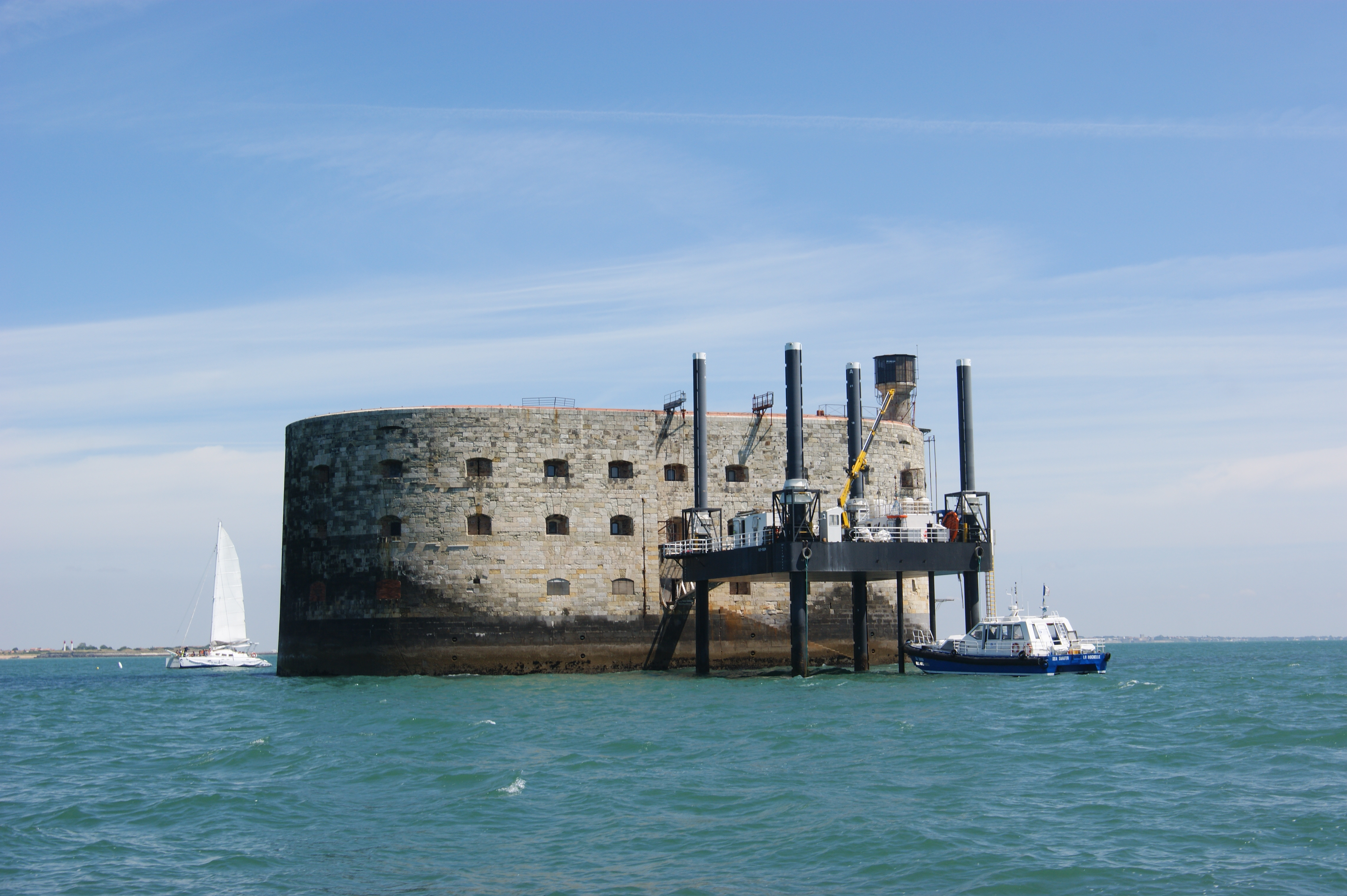
Façade Sud-Ouest
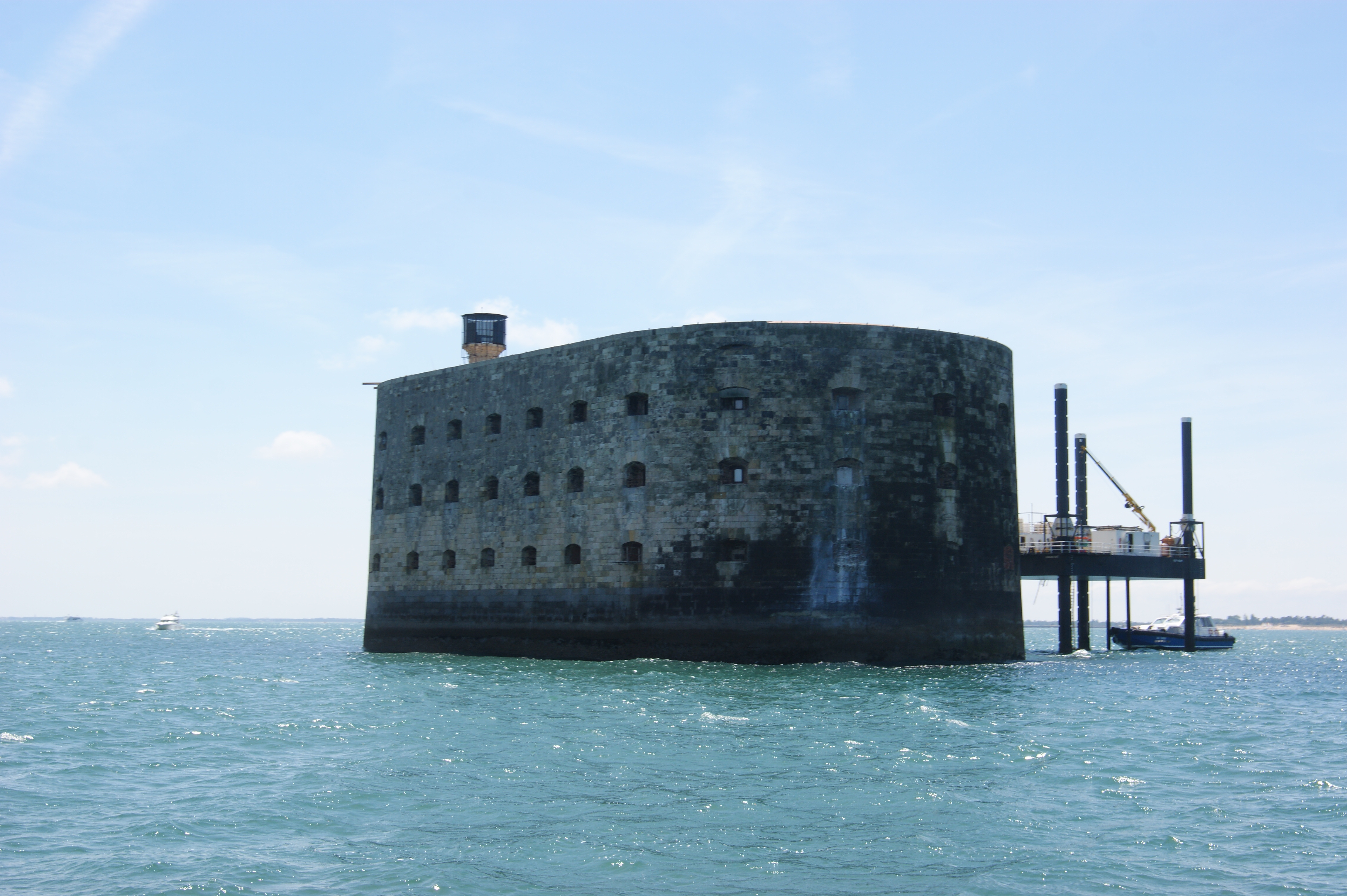
Façade Nord-Ouest
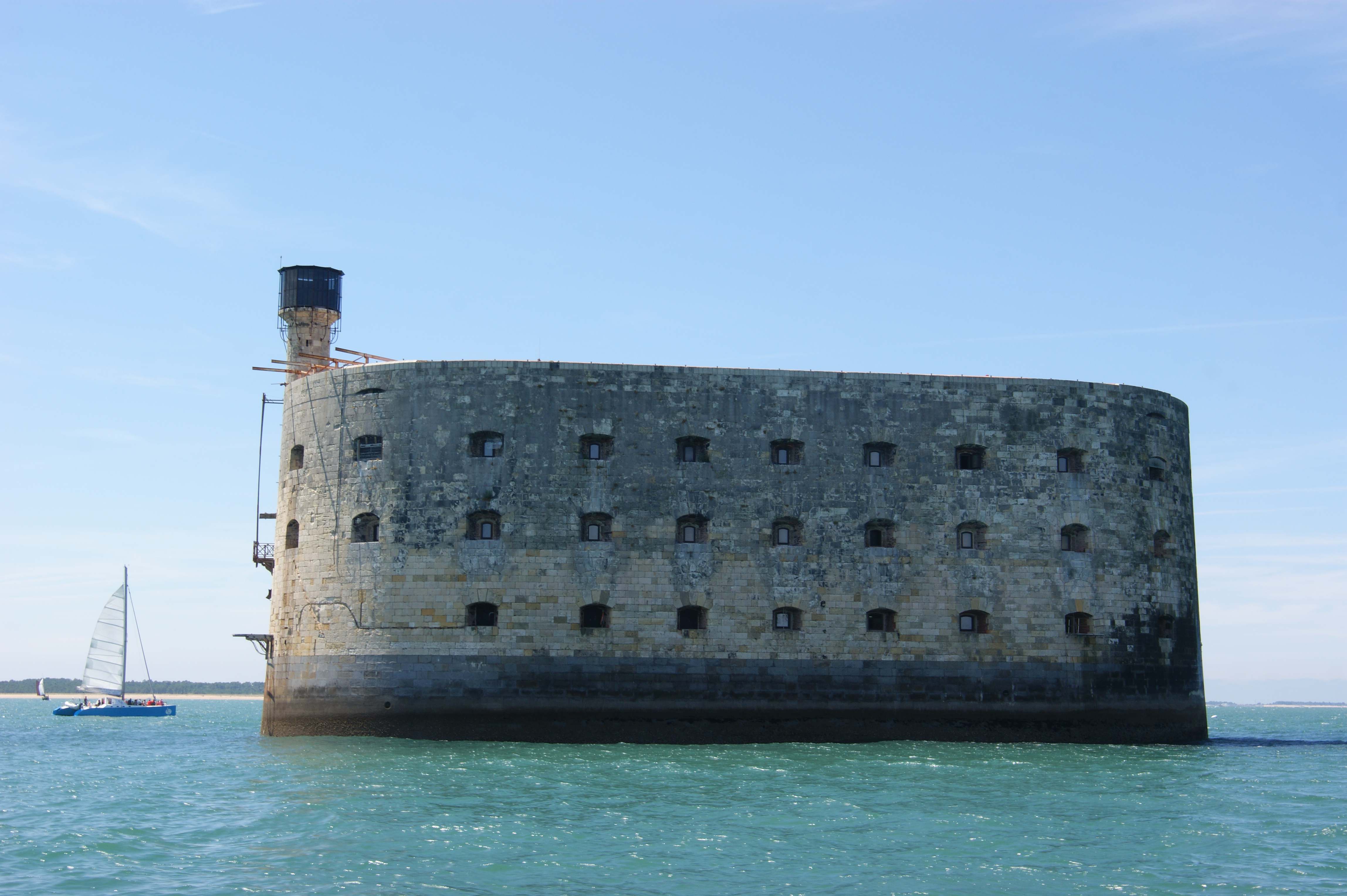
Façade Nord-Est
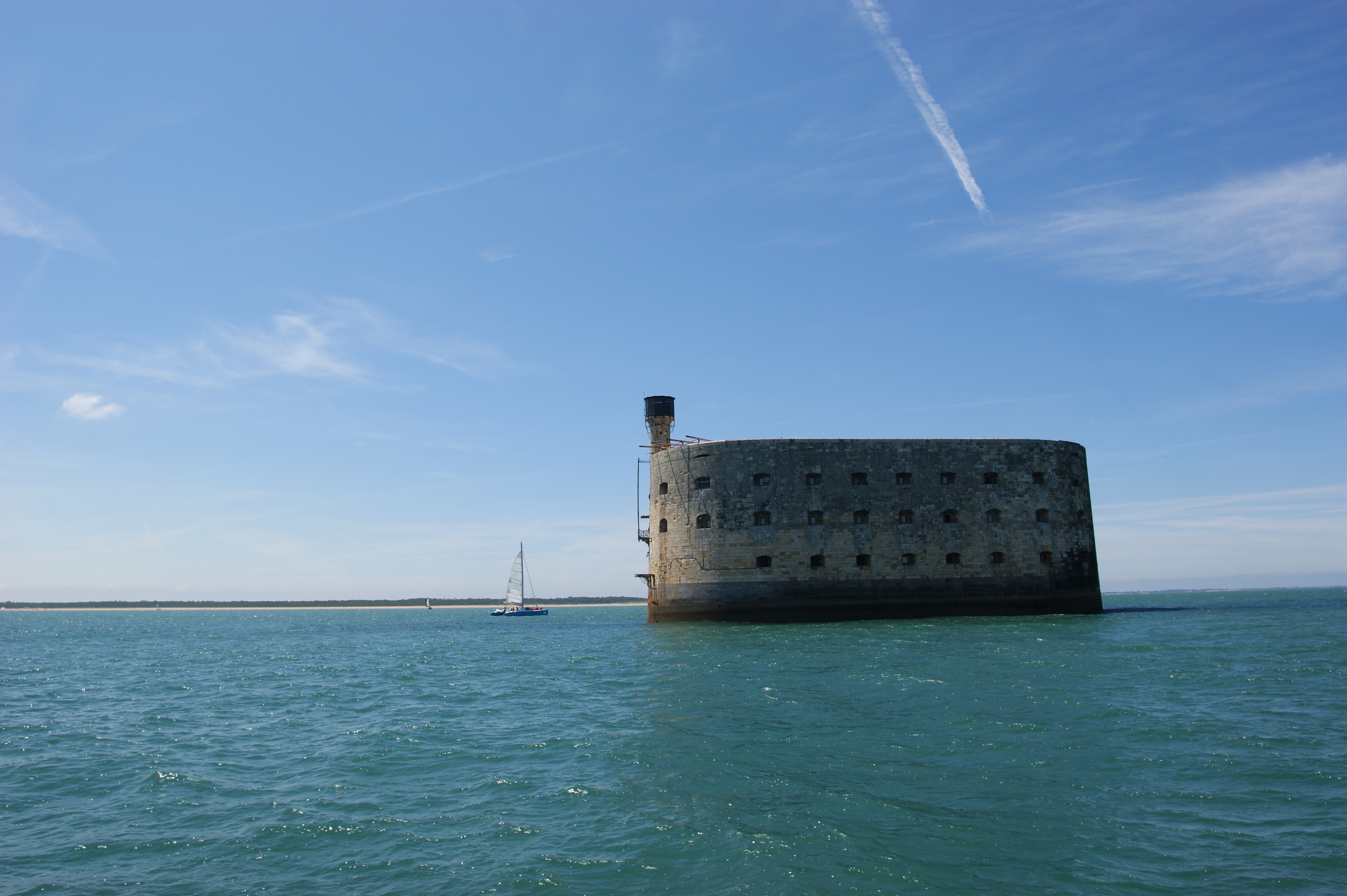
Façade Nord-Est
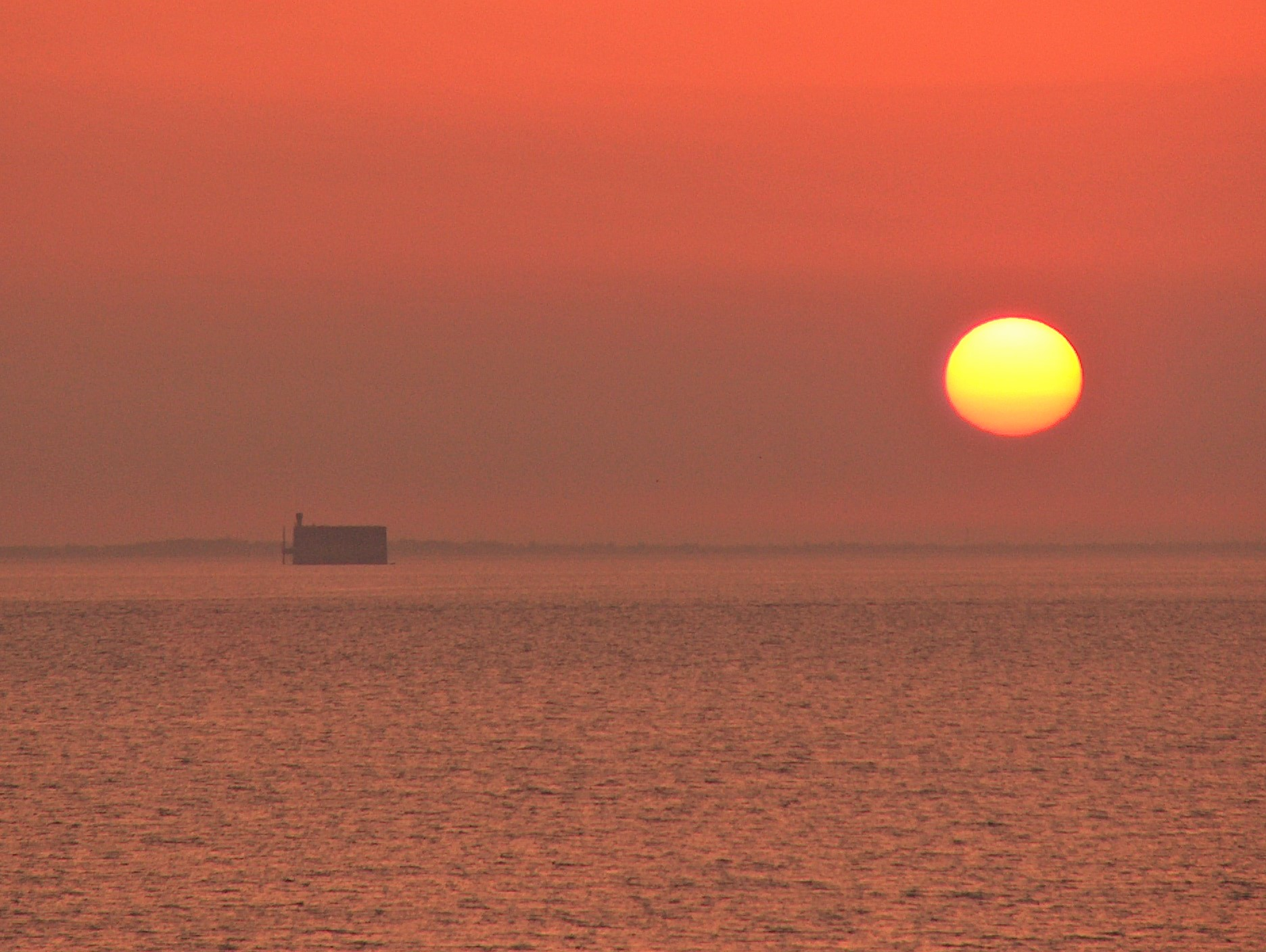
Vue depuis Fouras-les-Bains, soleil couchant
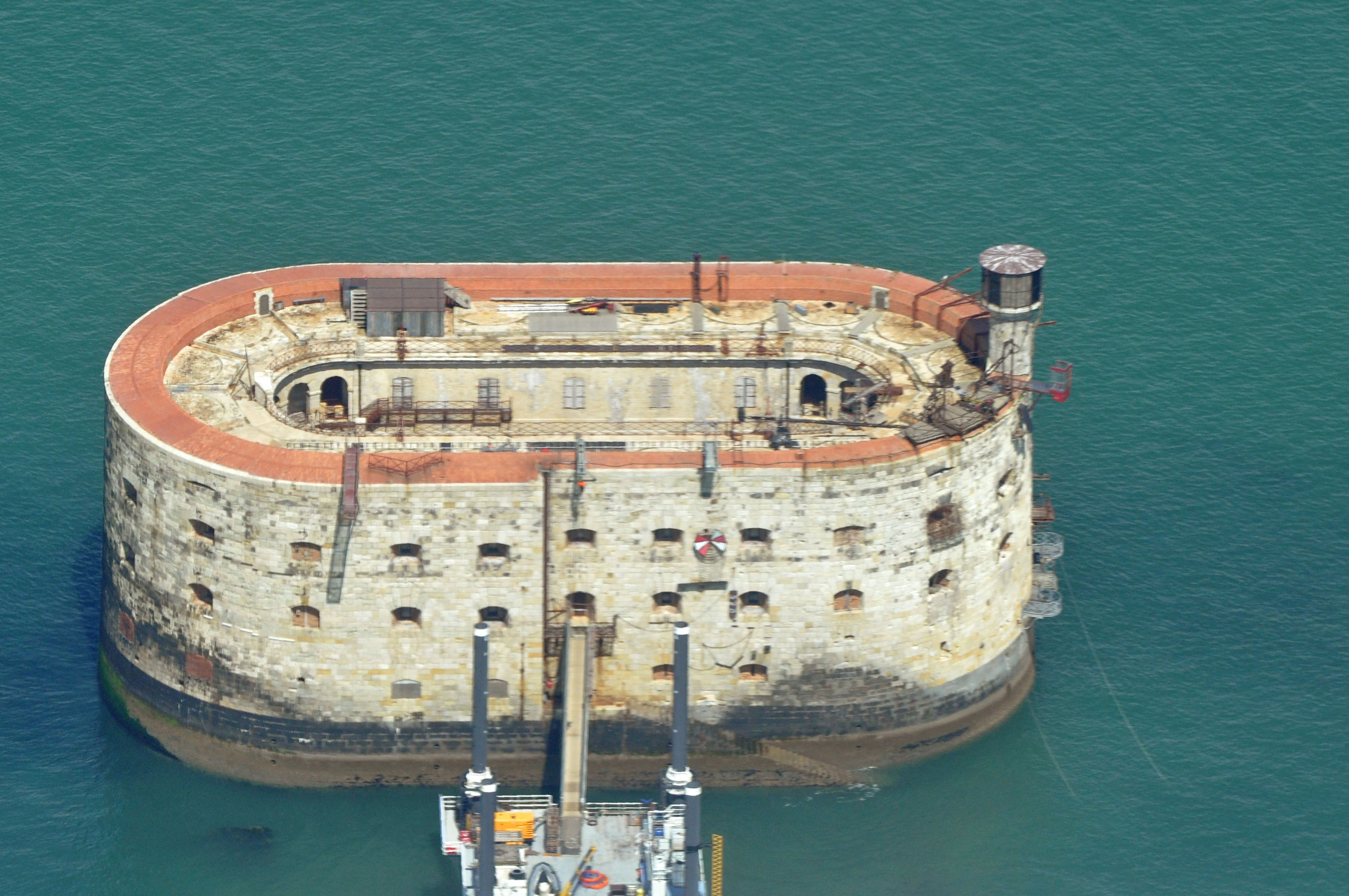
Vue aérienne Façade Sud-Ouest
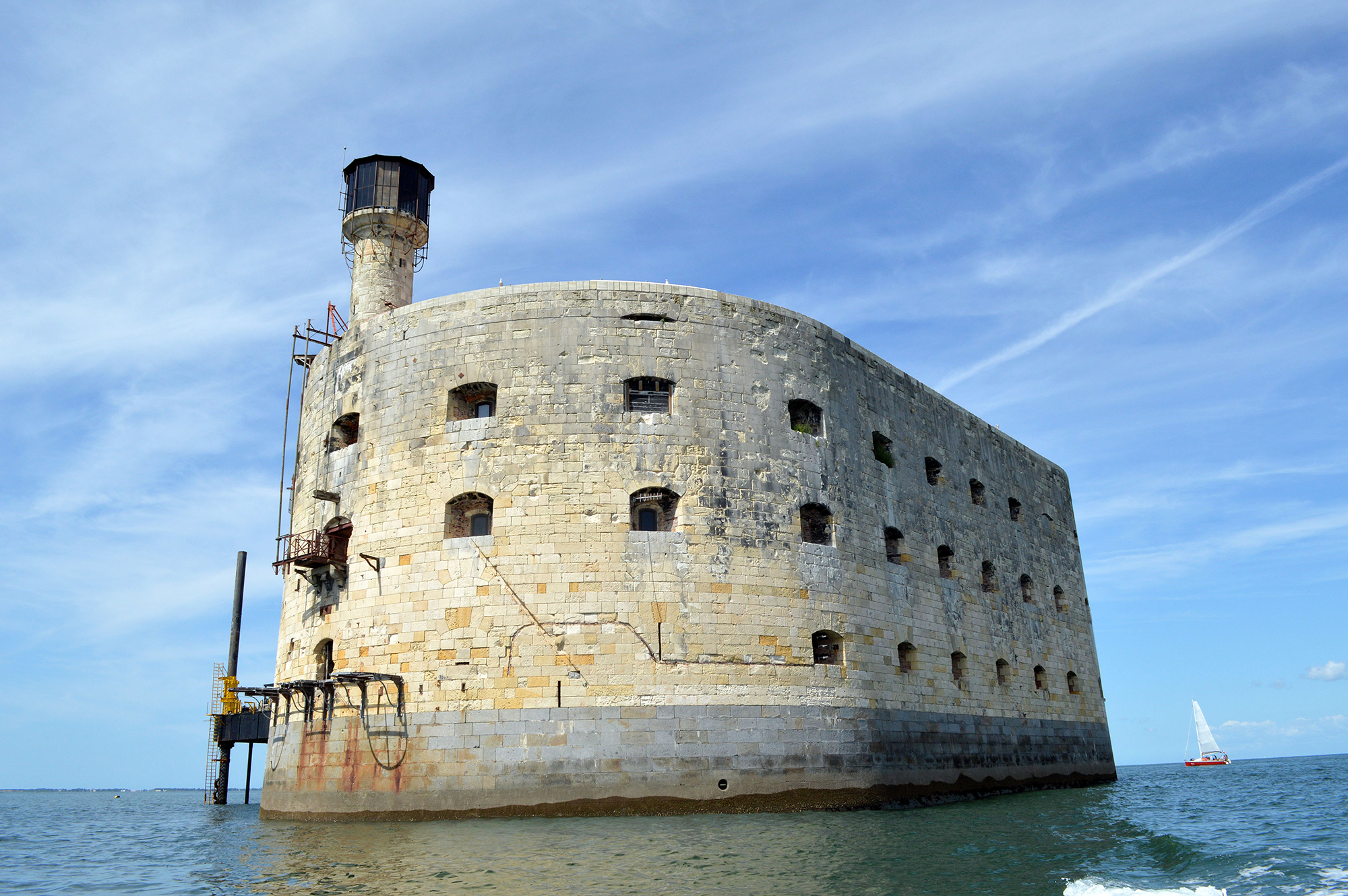
Façade Sud-Est
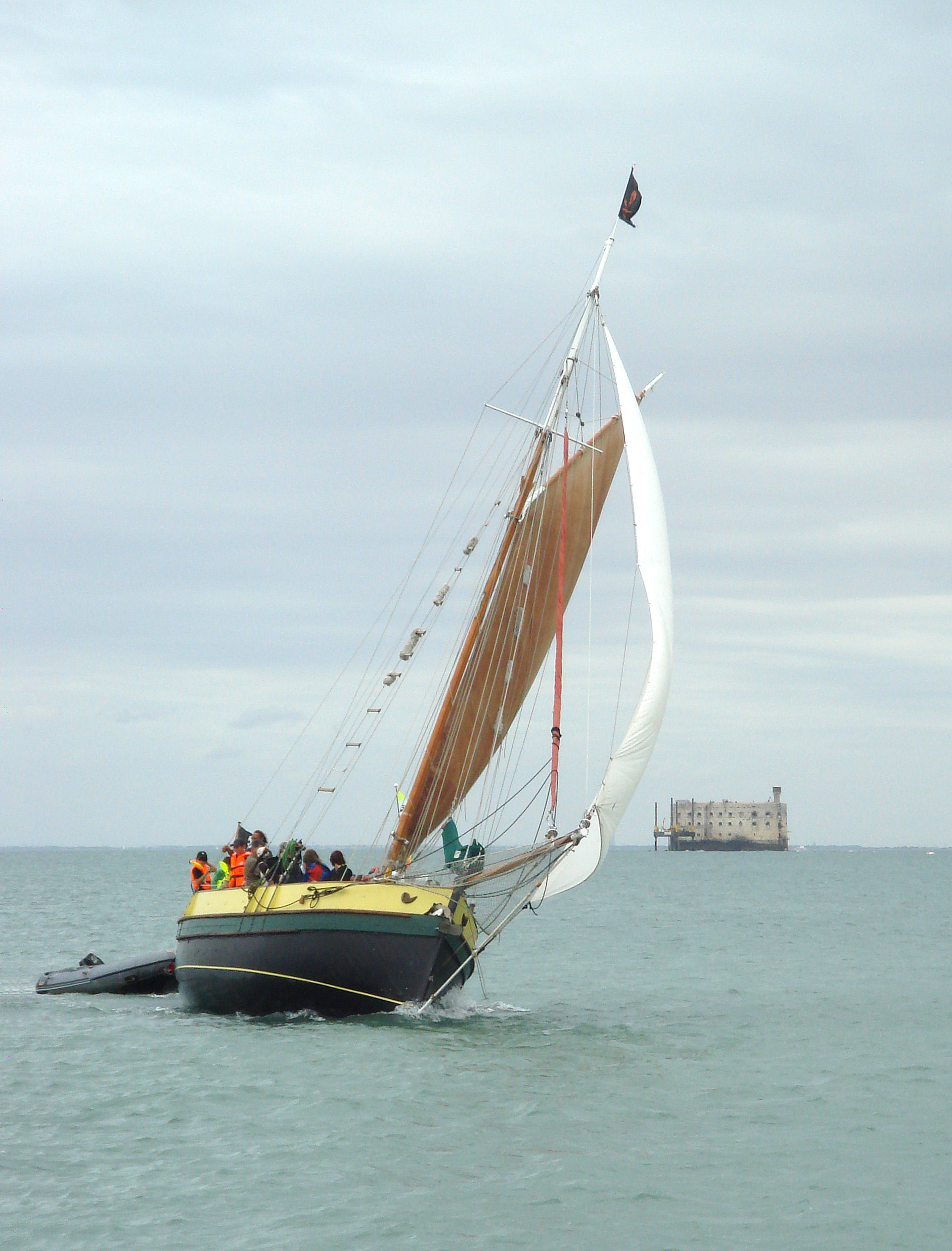
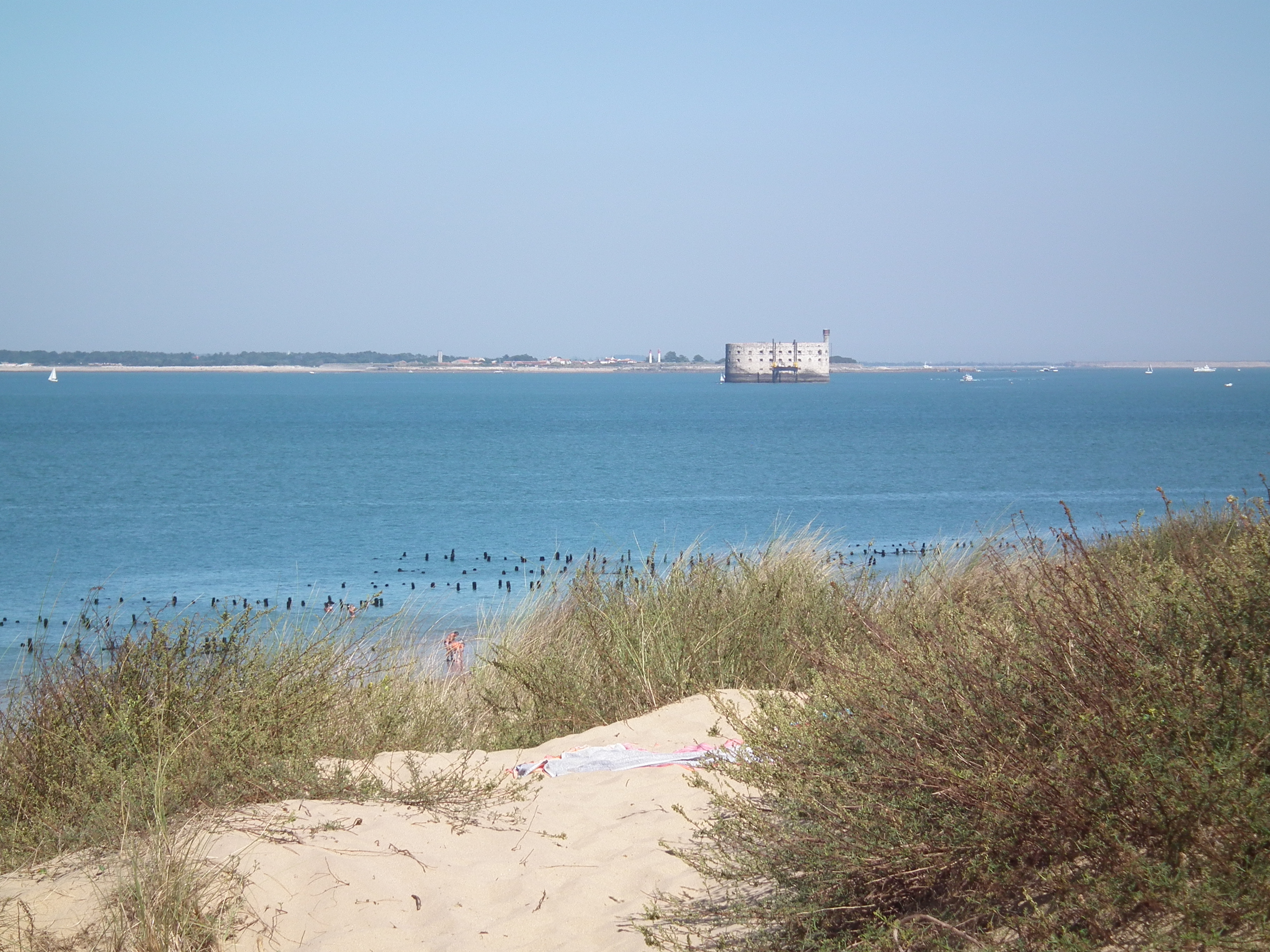
Vue depuis l'île d'Oléron et l'île d'Aix au loin
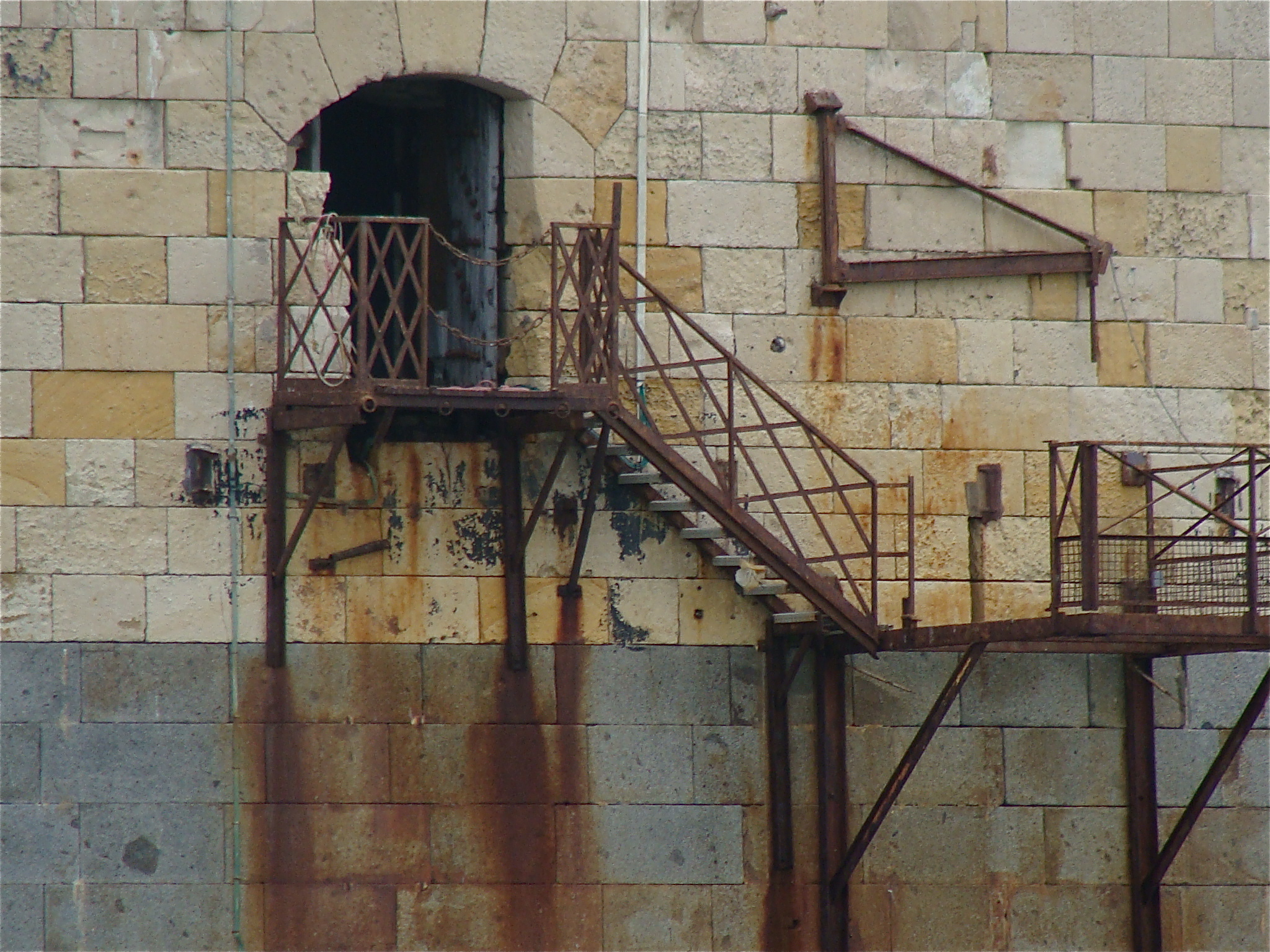
Accès du fort depuis l'ancien havre d'abordage au Sud-Est (disparu)
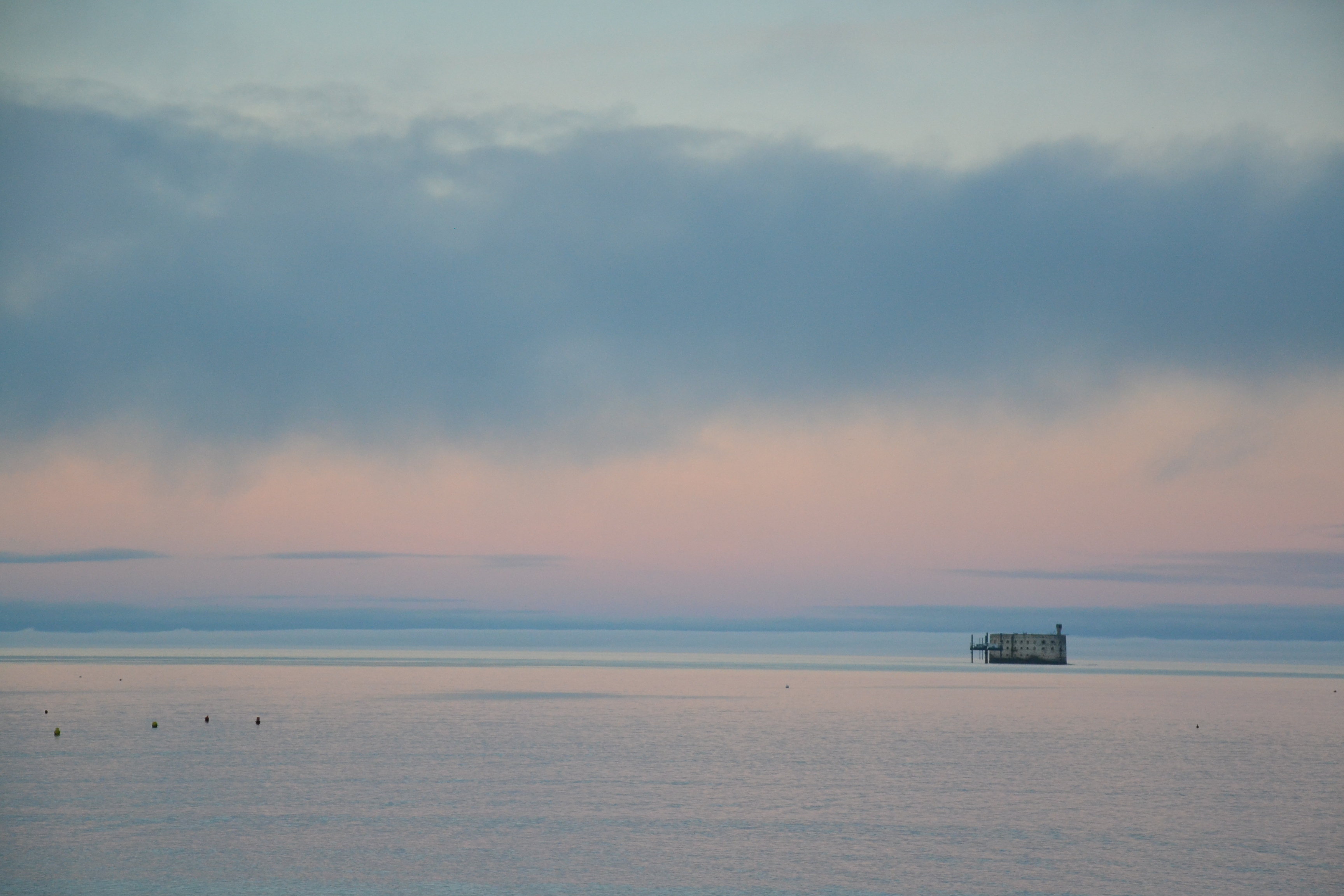
Le fort vue de Boyardville